# Torneo Federal A 2022
El Torneo Federal A 2022 fue la décima edición del certamen, perteneciente a la tercera categoría para los clubes indirectamente afiliados a la AFA. Comenzó el 26 de marzo y se extendió hasta el 12 de noviembre. Tomaron parte treinta y cuatro instituciones.
Los nuevos participantes fueron los cuatro equipos ascendidos del Torneo Regional Federal Amateur 2021-22: Atlético Paraná, de la ciudad homónima, cuya última participación fue en 2018-19; Juventud Antoniana, de Salta, descendido en la misma temporada; Argentino, de Monte Maíz, debutante en el torneo; y Liniers, de Bahía Blanca, que había perdido la categoría en la temporada 2000-01. Por otra parte, se produjo la reincorporación de San Martín, de Formosa, que no participó de la edición anterior por las restricciones sanitarias vigentes en su provincia.
El torneo consagró campeón al Club Atlético Racing, de la ciudad de Córdoba, que obtuvo el único ascenso a la Primera Nacional. Por otra parte, se determinaron cuatro descensos al Torneo Regional Federal Amateur.

## Ascensos y descensos

### Equipos salientes
| Descendidos del Torneo Federal A 2021 |
| ------------------------------------- |
| No hubo                               |

| Posición  | Ascendidos a la Primera Nacional 2022 |
| --------- | ------------------------------------- |
| Campeón   | Deportivo Madryn                      |
| 2.º. asc. | Chaco For Ever                        |

### Equipos entrantes
| Posición        | Ascendidos del TRFA 2021-22 |
| --------------- | --------------------------- |
| Primer ascenso  | Liniers (BB)                |
| Segundo ascenso | Argentino (MM)              |
| Tercer ascenso  | Juventud Antoniana          |
| Cuarto ascenso  | Atlético Paraná             |

| Descendidos de la Primera Nacional 2021 |
| --------------------------------------- |
| No hubo                                 |

- De esta manera, el número de participantes aumentó a 34 equipos.

## Formato

### Etapa Clasificatoria
Se agrupó a los equipos en dos zonas de diecisiete integrantes cada una, que se disputaron por el sistema de todos contra todos, a dos ruedas. Los que ocuparon los ocho primeros puestos de cada una disputaron la etapa eliminatoria y los ubicados en los dos últimos puestos descendieron al Torneo Regional Federal Amateur.

### Etapa Eliminatoria
Fue disputada por los dieciséis equipos provenientes de la etapa clasificatoria, del primero al octavo  de cada zona, en cuatro rondas de eliminación directa a partido único en el estadio del mejor ubicado en la etapa previa, en las tres primeras, y en cancha neutral en la última. 
El ganador se consagró campeón y obtuvo el ascenso a la Primera Nacional.

### Clasificación a la Copa Argentina 2023
Los equipos que ocuparon los cinco primeros puestos de la tabla final de posiciones de cada una de las zonas de la etapa clasificatoria, participaron de los treintaidosavos de final de la Copa Argentina 2023.

## Equipos participantes
| Zona                                             | Equipo                      | Localidad                                      | Estadio       | Capacidad                          | Liga de origen |
| ------------------------------------------------ | --------------------------- | ---------------------------------------------- | ------------- | ---------------------------------- | -------------- |
| Sur                                              |                             |                                                |               |                                    |                |
| Círculo Deportivo de Comandante Nicanor Otamendi | Comandante Nicanor Otamendi | Guillermo Trama                                | 300           | Liga Marplatense                   |                |
| Club Atlético Sansinena Social y Deportivo       | General Cerri               | Luis Molina                                    | 4000          | Liga del Sur                       |                |
| Club Atlético Liniers                            | Bahía Blanca                | Alejandro Pérez                                | 12000         | Liga del Sur                       |                |
| Club Villa Mitre                                 | Bahía Blanca                | El Fortín                                      | 6000          | Liga del Sur                       |                |
| Club Olimpo                                      | Bahía Blanca                | Roberto N. Carminatti                          | 18 000        | Liga del Sur                       |                |
| Club Atlético Social y Deportivo Camioneros      | Nueve de Abril              | Hugo Moyano                                    | 5000          | Liga Lujanense                     |                |
| Club Ciudad de Bolívar                           | San Carlos de Bolívar       | Municipal Eva Perón                            | 4000          | Liga Pehuajense                    |                |
| Club Atlético Independiente                      | Chivilcoy                   | Raúl Orlando Lungarzo                          | 4000          | Liga Chivilcoyana                  |                |
| Club Deportivo Argentino                         | Monte Maíz                  | Modesto Marrone                                | 5500          | Liga Beccar Varela                 |                |
| Club Ferro Carril Oeste                          | General Pico                | El Coloso del Barrio Talleres                  | 17 000        | Liga Pampeana                      |                |
| Club Atlético Huracán Las Heras                  | Las Heras                   | General San Martín                             | 10 000        | Liga Mendocina                     |                |
| Club Cipolletti                                  | Cipolletti                  | La Visera de Cemento                           | 12 000        | Liga Deportiva Confluencia         |                |
| Club Sol de Mayo                                 | Viedma                      | Sol de Mayo                                    | 5000          | Liga Rionegrina                    |                |
| Club Sportivo Peñarol                            | Chimbas                     | Ramón Pablo Rojas                              | 4000          | Liga Sanjuanina                    |                |
| Club Sportivo Desamparados                       | San Juan                    | El Serpentario                                 | 12 000        | Liga Sanjuanina                    |                |
| Club Sportivo Estudiantes                        | San Luis                    | Héctor Odicino y Pedro Benoza                  | 12 000        | Liga Sanluiseña                    |                |
| Club Atlético Juventud Unida Universitario       | San Luis                    | Mario Sebastián Diez                           | 7000          | Liga Sanluiseña                    |                |
| Norte                                            |                             |                                                |               |                                    |                |
| Club Atlético y Social Defensores de Belgrano    | Villa Ramallo               | Salomón Boeseldín                              | 3000          | Liga Nicoleña                      |                |
| Club Atlético Douglas Haig                       | Pergamino                   | Miguel Morales                                 | 16 000        | Liga de Pergamino                  |                |
| Club Atlético Sarmiento                          | Resistencia                 | Centenario                                     | 25 000        | Liga Chaqueña                      |                |
| Club Atlético Racing                             | Córdoba                     | Miguel Sancho                                  | 24 000        | Liga Cordobesa                     |                |
| Club Sportivo Belgrano                           | San Francisco               | Juan Pablo Francia                             | 15 500        | Liga de San Francisco              |                |
| Club Atlético Boca Unidos                        | Corrientes                  | Leoncio Benítez                                | 8000          | Liga Correntina                    |                |
| Club Gimnasia y Esgrima                          | Concepción del Uruguay      | Manuel y Ramón Núñez                           | 9000          | Liga de Concepción del Uruguay     |                |
| Club Atlético Paraná                             | Paraná                      | Pedro Mutio                                    | 9000          | Liga Paranaense                    |                |
| Club Defensores de Pronunciamiento               | Pronunciamiento             | Delio Cardozo                                  | 2000          | Liga Departamental de Colón        |                |
| Club Deportivo Juventud Unida                    | Gualeguaychú                | De los Eucaliptos                              | 5000          | Liga Departamental de Gualeguaychú |                |
| Club Sportivo General San Martín                 | Formosa                     | 17 de Octubre                                  | 3000          | Liga Formoseña                     |                |
| Club Mutual Crucero del Norte                    | Garupá                      | Comandante Andrés Guacurarí                    | 16 000        | Liga Posadeña                      |                |
| Centro Juventud Antoniana                        | Salta                       | Fray Honorato Pistoia Padre Ernesto Martearena | 12 000 20 504 | Liga Salteña                       |                |
| Club Atlético Central Norte                      | Salta                       | Dr. Luis Güemes Padre Ernesto Martearena       | 6000 20 504   | Liga Salteña                       |                |
| Club de Gimnasia y Tiro                          | Salta                       | El Gigante del Norte                           | 24 300        | Liga Salteña                       |                |
| Sportivo Atlético Club                           | Las Parejas                 | 4 de Septiembre                                | 3000          | Liga Cañadense                     |                |
| Club Atlético Unión                              | Sunchales                   | De la Avenida                                  | 5600          | Liga Rafaelina                     |                |

### Distribución geográfica
| Jurisdicción                             | Cant. | Equipos |
| ---------------------------------------- | ----- | --- |
| Interior de la provincia de Buenos Aires | 9     | Círculo Deportivo, Ciudad de Bolívar, Defensores de Belgrano (VR), Douglas Haig, Independiente (C), Liniers (BB), Olimpo, Sansinena y Villa Mitre |
| Provincia de Entre Ríos                  | 5     | Atlético Paraná, Defensores de Pronunciamiento, Gimnasia y Esgrima (CdU) Juventud Unida (G), Atlético Uruguay                                     |
| Provincia de Córdoba                     | 3     | Argentino (MM), Racing y Sportivo Belgrano |
| Provincia de Salta                       | 3     | Central Norte, Gimnasia y Tiro y Juventud Antoniana                                                                                               |
| Provincia de San Juan                    | 2     | Desamparados y Sportivo Peñarol (C) |
| Provincia de Río Negro                   | 2     | Cipolletti y Sol de Mayo |
| Provincia de San Luis                    | 2     | Juventud Unida Universitario y Sportivo Estudiantes                                                                                               |
| Provincia de Santa Fe                    | 2     | Sportivo Las Parejas y Unión (S) |
| Conurbano bonaerense                     | 1     | Deportivo Camioneros |
| Provincia del Chaco                      | 1     | Sarmiento (R) |
| Provincia de Corrientes                  | 1     | Boca Unidos |
| Provincia de Formosa                     | 1     | San Martín |
| Provincia de La Pampa                    | 1     | Ferro Carril Oeste (GP) |
| Provincia de Mendoza                     | 1     | Huracán Las Heras |
| Provincia de Misiones                    | 1     | Crucero del Norte |
| Total                                    | 34    | |

## Etapa clasificatoria

### Zona Sur

#### Tabla de posiciones final
| Pos. | Equipo                       | Pts. | PJ | PG | PE | PP | GF | GC | Dif. |
| ---- | ---------------------------- | ---- | -- | -- | -- | -- | -- | -- | ---- |
| 1.º  | Olimpo                       | 73   | 32 | 22 | 7  | 3  | 53 | 19 | 34   |
| 2.º  | Villa Mitre                  | 57   | 32 | 16 | 9  | 7  | 42 | 25 | 17   |
| 3.º  | Ciudad de Bolívar            | 49   | 32 | 14 | 7  | 11 | 30 | 28 | 2    |
| 4.º  | Independiente (C)            | 47   | 32 | 12 | 11 | 9  | 33 | 22 | 11   |
| 5.º  | Sol de Mayo                  | 46   | 32 | 12 | 10 | 10 | 32 | 26 | 6    |
| 6.º  | Sportivo Estudiantes (SL)    | 46   | 32 | 13 | 7  | 12 | 34 | 29 | 5    |
| 7.º  | Juventud Unida Universitario | 45   | 32 | 10 | 15 | 7  | 28 | 25 | 3    |
| 8.º  | Sansinena                    | 42   | 32 | 12 | 6  | 14 | 44 | 42 | 2    |
| 9.º  | Argentino (MM)               | 40   | 32 | 10 | 10 | 12 | 29 | 34 | −5   |
| 10.º | Cipolletti                   | 38   | 32 | 9  | 11 | 12 | 26 | 35 | −9   |
| 11.º | Sportivo Peñarol (C)         | 37   | 32 | 9  | 10 | 13 | 31 | 42 | −11  |
| 12.º | Liniers (BB)                 | 36   | 32 | 8  | 12 | 12 | 34 | 44 | −10  |
| 13.º | Círculo Deportivo            | 36   | 32 | 9  | 9  | 14 | 31 | 40 | −9   |
| 14.º | Huracán Las Heras            | 35   | 32 | 8  | 14 | 10 | 23 | 26 | −3   |
| 15.º | Ferro Carril Oeste (GP)      | 35   | 32 | 8  | 11 | 13 | 28 | 32 | −4   |
| 16.º | Desamparados                 | 34   | 32 | 7  | 13 | 12 | 24 | 36 | −12  |
| 17.º | Deportivo Camioneros         | 31   | 32 | 7  | 10 | 15 | 27 | 44 | −17  |

|  | Clasificaron a la Etapa Eliminatoria y a la Copa Argentina 2023. |
|  | Clasificaron a la Etapa Eliminatoria.                            |
|  | Descendieron al Torneo Regional Federal Amateur.                 |

| 1. |

##### Evolución de las posiciones

###### Primera rueda
| Equipo / Fecha               | 1    | 2    | 3    | 4    | 5    | 6    | 7    | 8    | 9    | 10   | 11   | 12   | 13   | 14   | 15   | 16   | 17   |
| ---------------------------- | ---- | ---- | ---- | ---- | ---- | ---- | ---- | ---- | ---- | ---- | ---- | ---- | ---- | ---- | ---- | ---- | ---- |
| Argentino (MM)               | 5.°  | 8.°  | 11.° | 16.° | 10.° | 10.° | 12.° | 13.° | 10.° | 13.° | 9.°  | 11.° | 8.°  | 6.°  | 3.°  | 6.°  | 6.°  |
| Cipolletti                   | 5.°  | 8.°  | 4.°  | 5.°  | 4.°  | 6.°  | 6.°  | 6.°  | 8.°  | 11.° | 13.° | 13.° | 14.° | 12.° | 14.° | 15.° | 15.° |
| Círculo Deportivo            | 16.° | 13.° | 16.° | 10.° | 13.° | 12.° | 10.° | 10.° | 11.° | 14.° | 15.° | 16.° | 13.° | 15.° | 15.° | 13.° | 14.° |
| Ciudad de Bolívar            | 3.°  | 4.°  | 9.°  | 11.° | 14.° | 17.° | 16.° | 11.° | 13.° | 10.° | 11.° | 9.°  | 12.° | 11.° | 12.° | 10.° | 11.° |
| Deportivo Camioneros         | 11.° | 11.° | 4.°  | 7.°  | 5.°  | 3.°  | 4.°  | 4.°  | 3.°  | 3.°  | 5.°  | 5.°  | 5.°  | 4.°  | 6.°  | 7.°  | 7.°  |
| Desamparados                 | 14.° | 15.° | 14.° | 17.° | 11.° | 15.° | 13.° | 17.° | 17.° | 17.° | 17.° | 15.° | 17.° | 17.° | 17.° | 16.° | 16.° |
| Ferro Carril Oeste (GP)      | 3.°  | 3.°  | 3.°  | 7.°  | 8.°  | 8.°  | 8.°  | 5.°  | 5.°  | 7.°  | 8.°  | 12.° | 10.° | 13.° | 10.° | 11.° | 12.° |
| Huracán Las Heras            | 17.° | 16.° | 15.° | 9.°  | 9.°  | 10.° | 9.°  | 9.°  | 12.° | 9.°  | 10.° | 7.°  | 9.°  | 9.°  | 13.° | 14.° | 8.°  |
| Independiente (C)            | 5.°  | 5.°  | 13.° | 15.° | 17.° | 9.°  | 11.° | 15.° | 15.° | 16.° | 14.° | 14.° | 15.° | 16.° | 16.° | 17.° | 17.° |
| Juventud Unida Universitario | 11.° | 8.°  | 10.° | 4.°  | 3.°  | 4.°  | 5.°  | 7.°  | 7.°  | 4.°  | 6.°  | 6.°  | 6.°  | 7.°  | 8.°  | 9.°  | 9.°  |
| Liniers (BB)                 | 5.°  | 14.° | 7.°  | 12.° | 15.° | 13.° | 14.° | 14.° | 14.° | 15.° | 16.° | 17.° | 16.° | 14.° | 11.° | 12.° | 13.° |
| Olimpo                       | 2.°  | 2.°  | 2.°  | 1.°  | 1.°  | 1.°  | 1.°  | 1.°  | 1.°  | 1.°  | 1.°  | 1.°  | 1.°  | 1.°  | 1.°  | 1.°  | 1.°  |
| Sansinena                    | 14.° | 17.° | 17.° | 13.° | 16.° | 16.° | 17.° | 12.° | 9.°  | 6.°  | 4.°  | 3.°  | 3.°  | 2.°  | 2.°  | 2.°  | 3.°  |
| Sol de Mayo                  | -    | 12.° | 6.°  | 3.°  | 6.°  | 5.°  | 3.°  | 3.°  | 6.°  | 8.°  | 7.°  | 8.°  | 4.°  | 8.°  | 5.°  | 4.°  | 5.°  |
| Sportivo Estudiantes (SL)    | 5.°  | 7.°  | 8.°  | 14.° | 7.°  | 7.°  | 7.°  | 8.°  | 4.°  | 5.°  | 3.°  | 4.°  | 7.°  | 5.°  | 7.°  | 5.°  | 4.°  |
| Sportivo Peñarol (C)         | 5.°  | 5.°  | 12.° | 6.°  | 12.° | 14.° | 15.° | 16.° | 16.° | 12.° | 12.° | 10.° | 11.° | 10.° | 9.°  | 8.°  | 10.° |
| Villa Mitre                  | 1.°  | 1.°  | 1.°  | 2.°  | 2.°  | 2.°  | 2.°  | 2.°  | 2.°  | 2.°  | 2.°  | 2.°  | 2.°  | 3.°  | 4.°  | 3.°  | 2.°  |

| 1. |

###### Segunda rueda
| Equipo / Fecha               | 18   | 19   | 20   | 21   | 22   | 23   | 24   | 25   | 26   | 27   | 28   | 29   | 30   | 31   | 32   | 33   | 34   |
| ---------------------------- | ---- | ---- | ---- | ---- | ---- | ---- | ---- | ---- | ---- | ---- | ---- | ---- | ---- | ---- | ---- | ---- | ---- |
| Argentino (MM)               | 7.°  | 7.°  | 10.° | 7.°  | 7.°  | 4.°  | 4.°  | 6.°  | 5.°  | 7.°  | 8.°  | 9.°  | 9.°  | 9.°  | 9.°  | 9.°  | 9.°  |
| Cipolletti                   | 13.° | 12.° | 8.°  | 8.°  | 9.°  | 12.° | 10.° | 10.° | 10.° | 10.° | 11.° | 13.° | 11.° | 14.° | 15.° | 15.° | 10.° |
| Círculo Deportivo            | 15.° | 16.° | 15.° | 15.° | 15.° | 15.° | 15.° | 15.° | 15.° | 14.° | 14.° | 11.° | 12.° | 10.° | 10.° | 12.° | 13.° |
| Ciudad de Bolívar            | 9.°  | 11.° | 13.° | 12.° | 12.° | 10.° | 9.°  | 9.°  | 8.°  | 6.°  | 5.°  | 6.°  | 4.°  | 3.°  | 3.°  | 3.°  | 3.°  |
| Deportivo Camioneros         | 11.° | 10.° | 12.° | 11.° | 13.° | 13.° | 14.° | 14.° | 14.° | 16.° | 13.° | 15.° | 15.° | 16.° | 17.° | 17.° | 17.° |
| Desamparados                 | 17.° | 17.° | 17.° | 17.° | 17.° | 16.° | 17.° | 17.° | 17.° | 17.° | 17.° | 17.° | 17.° | 17.° | 16.° | 16.° | 16.° |
| Ferro Carril Oeste (GP)      | 10.° | 9.°  | 7.°  | 9.°  | 10.° | 11.° | 12.° | 12.° | 13.° | 13.° | 15.° | 12.° | 13.° | 11.° | 13.° | 14.° | 15.° |
| Huracán Las Heras            | 6.°  | 8.°  | 9.°  | 10.° | 8.°  | 8.°  | 11.° | 11.° | 11.° | 11.° | 10.° | 10.° | 10.° | 12.° | 14.° | 11.° | 14.° |
| Independiente (C)            | 16.° | 14.° | 14.° | 14.° | 11.° | 9.°  | 8.°  | 7.°  | 7.°  | 8.°  | 9.°  | 7.°  | 6.°  | 6.°  | 6.°  | 6.°  | 4.°  |
| Juventud Unida Universitario | 8.°  | 6.°  | 4.°  | 4.°  | 4.°  | 6.°  | 5.°  | 4.°  | 6.°  | 4.°  | 3.°  | 3.°  | 3.°  | 5.°  | 5.°  | 5.°  | 7.°  |
| Liniers (BB)                 | 14.° | 15.° | 16.° | 16.° | 16.° | 17.° | 16°  | 16.° | 16.° | 15.° | 16.° | 16.° | 16.° | 15.° | 11.° | 13.° | 12.° |
| Olimpo                       | 1.°  | 1.°  | 1.°  | 1.°  | 1.°  | 1.°  | 1.°  | 1.°  | 1.°  | 1.°  | 1.°  | 1.°  | 1.°  | 1.°  | 1.°  | 1.°  | 1.°  |
| Sansinena                    | 4.°  | 4.°  | 5.°  | 6.°  | 5.°  | 7.°  | 7.°  | 8.°  | 9.°  | 9.°  | 7.°  | 8.°  | 7.°  | 7.°  | 7.°  | 8.°  | 8.°  |
| Sol de Mayo                  | 5.°  | 5.°  | 6.°  | 5.°  | 6.°  | 5.°  | 6.°  | 5.°  | 3.°  | 5.°  | 6.°  | 4.°  | 5.°  | 4.°  | 4.°  | 4.°  | 5.°  |
| Sportivo Estudiantes (SL)    | 2.°  | 3.°  | 3.°  | 3.°  | 3.°  | 3.°  | 3.°  | 3.°  | 4.°  | 3.°  | 4.°  | 5.°  | 8.°  | 8.°  | 8.°  | 7.°  | 6.°  |
| Sportivo Peñarol (C)         | 12.° | 13.° | 11.° | 13.° | 14.° | 14.° | 13.° | 13.° | 12.° | 12.° | 12.° | 14.° | 14.° | 13.° | 12.° | 10.° | 11.° |
| Villa Mitre                  | 3.°  | 2.°  | 2.°  | 2.°  | 2.°  | 2.°  | 2.°  | 2.°  | 2.°  | 2.°  | 2.°  | 2.°  | 2.°  | 2.°  | 2.°  | 2.°  | 2.°  |

| 1. 2. 3. |

#### Resultados

##### Primera rueda
| Fecha 1                   | Fecha 1   | Fecha 1                      | Fecha 1                       | Fecha 1     | Fecha 1 |
| Local                     | Resultado | Visitante                    | Estadio                       | Fecha       | Hora    |
| ------------------------- | --------- | ---------------------------- | ----------------------------- | ----------- | ------- |
| Olimpo                    | 3 - 2     | Círculo Deportivo            | Roberto N. Carminatti         | 26 de marzo | 16:00   |
| Deportivo Camioneros      | 0 - 0     | Juventud Unida Universitario | Hugo Moyano                   | 26 de marzo | 16:00   |
| Ciudad de Bolívar         | 1 - 0     | Sansinena                    | Municipal Eva Perón           | 27 de marzo | 15:30   |
| Independiente (C)         | 1 - 1     | Argentino (MM)               | Raúl Orlando Lungarzo         | 27 de marzo | 16:00   |
| Villa Mitre               | 2 - 0     | Huracán Las Heras            | El Fortín                     | 27 de marzo | 16:30   |
| Sportivo Estudiantes (SL) | 1 - 1     | Liniers (BB)                 | Héctor Odicino y Pedro Benoza | 27 de marzo | 17:00   |
| Desamparados              | 0 - 1     | Ferro Carril Oeste (GP)      | El Serpentario                | 27 de marzo | 17:00   |
| Cipolletti                | 1 - 1     | Sportivo Peñarol (C)         | La Visera de Cemento          | 27 de marzo | 18:00   |
| Libre: Sol de Mayo        |           |                              |                               |             |         |

| Fecha 2                      | Fecha 2   | Fecha 2                   | Fecha 2                       | Fecha 2    | Fecha 2 |
| Local                        | Resultado | Visitante                 | Estadio                       | Fecha      | Hora    |
| ---------------------------- | --------- | ------------------------- | ----------------------------- | ---------- | ------- |
| Sportivo Peñarol (C)         | 2 - 2     | Desamparados              | Ramón Pablo Rojas             | 2 de abril | 16:30   |
| Sansinena                    | 1 - 2     | Villa Mitre               | Luis Molina                   | 3 de abril | 16:00   |
| Ferro Carril Oeste (GP)      | 0 - 0     | Deportivo Camioneros      | El Coloso del Barrio Talleres | 3 de abril | 16:00   |
| Círculo Deportivo            | 2 - 2     | Independiente (C)         | Guillermo Trama               | 3 de abril | 16:00   |
| Huracán Las Heras            | 0 - 0     | Cipolletti                | Predio de FADEP               | 3 de abril | 16:30   |
| Argentino (MM)               | 0 - 0     | Sol de Mayo               | Modesto Marrone               | 3 de abril | 16:30   |
| Juventud Unida Universitario | 1 - 1     | Sportivo Estudiantes (SL) | Mario Sebastián Diez          | 3 de abril | 16:45   |
| Liniers (BB)                 | 2 - 3     | Olimpo                    | Alejandro Pérez               | 3 de abril | 20:00   |
| Libre: Ciudad de Bolívar     |           |                           |                               |            |         |

| Fecha 3                   | Fecha 3   | Fecha 3                      | Fecha 3                         | Fecha 3     | Fecha 3 |
| Local                     | Resultado | Visitante                    | Estadio                         | Fecha       | Hora    |
| ------------------------- | --------- | ---------------------------- | ------------------------------- | ----------- | ------- |
| Sportivo Estudiantes (SL) | 2 - 2     | Ferro Carril Oeste (GP)      | Héctor Odicino y Pedro Benoza   | 9 de abril  | 16:00   |
| Deportivo Camioneros      | 2 - 1     | Sportivo Peñarol (C)         | Hugo Moyano                     | 9 de abril  | 16:00   |
| Villa Mitre               | 2 - 1     | Ciudad de Bolívar            | El Fortín                       | 9 de abril  | 19:30   |
| Sol de Mayo               | 2 - 0     | Círculo Deportivo            | Sol de Mayo                     | 10 de abril | 15:30   |
| Independiente (C)         | 0 - 1     | Liniers (BB)                 | Raúl Orlando Lungarzo           | 10 de abril | 16:00   |
| Olimpo                    | 0 - 0     | Juventud Unida Universitario | Roberto N. Carminatti           | 10 de abril | 16:00   |
| Cipolletti                | 1 - 0     | Sansinena                    | La Visera de Cemento            | 10 de abril | 16:00   |
| Desamparados              | 0 - 0     | Huracán Las Heras            | Estadio Bicentenaro de San Juan | 10 de abril | 16:30   |
| Libre: Argentino (MM)     |           |                              |                                 |             |         |

| Fecha 4                      | Fecha 4   | Fecha 4                   | Fecha 4                       | Fecha 4     | Fecha 4 |
| Local                        | Resultado | Visitante                 | Estadio                       | Fecha       | Hora    |
| ---------------------------- | --------- | ------------------------- | ----------------------------- | ----------- | ------- |
| Ciudad de Bolívar            | 0 - 0     | Cipolletti                | Municipal Eva Perón           | 16 de abril | 16:00   |
| Sansinena                    | 3 - 0     | Desamparados              | Luis Molina                   | 17 de abril | 15:30   |
| Liniers (BB)                 | 1 - 2     | Sol de Mayo               | Alejandro Pérez               | 17 de abril | 15:30   |
| Juventud Unida Universitario | 2 - 0     | Independiente (C)         | Mario Sebastián Diez          | 17 de abril | 15:45   |
| Huracán Las Heras            | 2 - 1     | Deportivo Camioneros      | Predio de FADEP               | 17 de abril | 16:00   |
| Sportivo Peñarol (C)         | 1 - 0     | Sportivo Estudiantes (SL) | Ramón Pablo Rojas             | 17 de abril | 16:00   |
| Círculo Deportivo            | 3 - 0     | Argentino (MM)            | Guillermo Trama               | 17 de abril | 16:00   |
| Ferro Carril Oeste (GP)      | 0 - 1     | Olimpo                    | El Coloso del Barrio Talleres | 17 de abril | 16:00   |
| Libre: Villa Mitre           |           |                           |                               |             |         |

| Fecha 5                   | Fecha 5   | Fecha 5                      | Fecha 5                       | Fecha 5     | Fecha 5 |
| Local                     | Resultado | Visitante                    | Estadio                       | Fecha       | Hora    |
| ------------------------- | --------- | ---------------------------- | ----------------------------- | ----------- | ------- |
| Cipolletti                | 1 - 0     | Villa Mitre                  | La Visera de Cemento          | 24 de abril | 15:00   |
| Sol de Mayo               | 0 - 1     | Juventud Unida Universitario | Sol de Mayo                   | 24 de abril | 15:30   |
| Deportivo Camioneros      | 3 - 1     | Sansinena                    | Hugo Moyano                   | 24 de abril | 15:30   |
| Argentino (MM)            | 1 - 0     | Liniers (BB)                 | Modesto Marrone               | 24 de abril | 16:00   |
| Independiente (C)         | 0 - 0     | Ferro Carril Oeste (GP)      | Raúl Orlando Lungarzo         | 24 de abril | 16:00   |
| Olimpo                    | 5 - 0     | Sportivo Peñarol (C)         | Roberto N. Carminatti         | 24 de abril | 16:00   |
| Desamparados              | 2 - 1     | Ciudad de Bolívar            | El Serpentario                | 24 de abril | 16:00   |
| Sportivo Estudiantes (SL) | 2 - 1     | Huracán Las Heras            | Héctor Odicino y Pedro Benoza | 24 de abril | 16:30   |
| Libre: Círculo Deportivo  |           |                              |                               |             |         |

| Fecha 6                      | Fecha 6   | Fecha 6                   | Fecha 6                       | Fecha 6     | Fecha 6 |
| Local                        | Resultado | Visitante                 | Estadio                       | Fecha       | Hora    |
| ---------------------------- | --------- | ------------------------- | ----------------------------- | ----------- | ------- |
| Huracán Las Heras            | 0 - 0     | Olimpo                    | Pipe Agüero (Montecaseros)    | 30 de abril | 13:30   |
| Ferro Carril Oeste (GP)      | 0 - 1     | Sol de Mayo               | El Coloso del Barrio Talleres | 30 de abril | 15:00   |
| Sansinena                    | 0 - 0     | Sportivo Estudiantes (SL) | Luis Molina                   | 30 de abril | 15:30   |
| Ciudad de Bolívar            | 1 - 2     | Deportivo Camioneros      | Municipal Eva Perón           | 30 de abril | 16:00   |
| Sportivo Peñarol (C)         | 0 - 1     | Independiente (C)         | Ramón Pablo Rojas             | 30 de abril | 16:00   |
| Juventud Unida Universitario | 1 - 1     | Argentino (MM)            | Mario Sebastián Diez          | 30 de abril | 16:00   |
| Liniers (BB)                 | 0 - 0     | Círculo Deportivo         | Alejandro Pérez               | 30 de abril | 16:00   |
| Villa Mitre                  | 4 - 0     | Desamparados              | El Fortín                     | 30 de abril | 18:30   |
| Libre: Cipolletti            |           |                           |                               |             |         |

| Fecha 7                   | Fecha 7   | Fecha 7                      | Fecha 7                       | Fecha 7   | Fecha 7 |
| Local                     | Resultado | Visitante                    | Estadio                       | Fecha     | Hora    |
| ------------------------- | --------- | ---------------------------- | ----------------------------- | --------- | ------- |
| Sportivo Estudiantes (SL) | 1 - 0     | Ciudad de Bolívar            | Héctor Odicino y Pedro Benoza | 6 de mayo | 21:30   |
| Desamparados              | 1 - 1     | Cipolletti                   | El Serpentario                | 6 de mayo | 21:30   |
| Sol de Mayo               | 1 - 0     | Sportivo Peñarol (C)         | Sol de Mayo                   | 7 de mayo | 15:00   |
| Independiente (C)         | 0 - 1     | Huracán Las Heras            | Raúl Orlando Lungarzo         | 7 de mayo | 15:30   |
| Olimpo                    | 3 - 0     | Sansinena                    | Roberto N. Carminatti         | 7 de mayo | 15:30   |
| Deportivo Camioneros      | 0 - 0     | Villa Mitre                  | Hugo Moyano                   | 7 de mayo | 15:30   |
| Círculo Deportivo         | 1 - 0     | Juventud Unida Universitario | Guillermo Trama               | 7 de mayo | 16:00   |
| Argentino (MM)            | 0 - 1     | Ferro Carril Oeste (GP)      | Modesto Marrone               | 7 de mayo | 19:00   |
| Libre: Liniers (BB)       |           |                              |                               |           |         |

| Fecha 8                      | Fecha 8   | Fecha 8                   | Fecha 8                        | Fecha 8    | Fecha 8 |
| Local                        | Resultado | Visitante                 | Estadio                        | Fecha      | Hora    |
| ---------------------------- | --------- | ------------------------- | ------------------------------ | ---------- | ------- |
| Ciudad de Bolívar            | 2 - 0     | Olimpo                    | Municipal Eva Perón            | 11 de mayo | 15:30   |
| Sansinena                    | 2 - 0     | Independiente (C)         | Luis Molina                    | 11 de mayo | 15:30   |
| Sportivo Peñarol (C)         | 2 - 2     | Argentino (MM)            | Ramón Pablo Rojas              | 11 de mayo | 16:00   |
| Juventud Unida Universitario | 0 - 0     | Liniers (BB)              | Mario Sebastián Diez           | 11 de mayo | 16:00   |
| Villa Mitre                  | 2 - 0     | Sportivo Estudiantes (SL) | El Fortín                      | 11 de mayo | 20:00   |
| Ferro Carril Oeste (GP)      | 2 - 1     | Círculo Deportivo         | El Coloso del Barrio Talleres  | 11 de mayo | 20:15   |
| Cipolletti                   | 1 - 1     | Deportivo Camioneros      | La Visera de Cemento           | 11 de mayo | 20:15   |
| Huracán Las Heras            | 2 - 0     | Sol de Mayo               | Omar Higinio Sperdutti (Maipú) | 6 de julio | 15:30   |
| Libre: Desamparados          |           |                           |                                |            |         |

| Fecha 9                             | Fecha 9   | Fecha 9                 | Fecha 9                       | Fecha 9    | Fecha 9 |
| Local                               | Resultado | Visitante               | Estadio                       | Fecha      | Hora    |
| ----------------------------------- | --------- | ----------------------- | ----------------------------- | ---------- | ------- |
| Liniers (BB)                        | 1 - 1     | Ferro Carril Oeste (GP) | Alejandro Pérez               | 15 de mayo | 11:00   |
| Círculo Deportivo                   | 2 - 2     | Sportivo Peñarol (C)    | Guillermo Trama               | 15 de mayo | 15:30   |
| Argentino (MM)                      | 1 - 0     | Huracán Las Heras       | Modesto Marrone               | 15 de mayo | 15:30   |
| Independiente (C)                   | 0 - 0     | Ciudad de Bolívar       | Raúl Orlando Lungarzo         | 15 de mayo | 15:30   |
| Olimpo                              | 2 - 0     | Villa Mitre             | Roberto N. Carminatti         | 15 de mayo | 15:30   |
| Deportivo Camioneros                | 2 - 0     | Desamparados            | Hugo Moyano                   | 15 de mayo | 15:30   |
| Sportivo Estudiantes (SL)           | 3 - 1     | Cipolletti              | Héctor Odicino y Pedro Benoza | 15 de mayo | 18:00   |
| Sol de Mayo                         | 0 - 4     | Sansinena               | Sol de Mayo                   | 17 de mayo | 15:30   |
| Libre: Juventud Unida Universitario |           |                         |                               |            |         |

| Fecha 10                    | Fecha 10  | Fecha 10                     | Fecha 10                      | Fecha 10   | Fecha 10 |
| Local                       | Resultado | Visitante                    | Estadio                       | Fecha      | Hora     |
| --------------------------- | --------- | ---------------------------- | ----------------------------- | ---------- | -------- |
| Desamparados                | 0 - 0     | Sportivo Estudiantes (SL)    | El Serpentario                | 20 de mayo | 21:30    |
| Ferro Carril Oeste (GP)     | 0 - 1     | Juventud Unida Universitario | El Coloso del Barrio Talleres | 21 de mayo | 15:00    |
| Cipolletti                  | 0 - 2     | Olimpo                       | La Visera de Cemento          | 22 de mayo | 11:00    |
| Sportivo Peñarol (C)        | 3 - 0     | Liniers (BB)                 | Ramón Pablo Rojas             | 22 de mayo | 11:00    |
| Ciudad de Bolívar           | 1 - 0     | Sol de Mayo                  | Municipal Eva Perón           | 22 de mayo | 14:00    |
| Villa Mitre                 | 1 - 0     | Independiente (C)            | El Fortín                     | 22 de mayo | 15:30    |
| Sansinena                   | 3 - 1     | Argentino (MM)               | Luis Molina                   | 22 de mayo | 15:30    |
| Huracán Las Heras           | 1 - 0     | Círculo Deportivo            | Predio de FADEP               | 22 de mayo | 16:00    |
| Libre: Deportivo Camioneros |           |                              |                               |            |          |

| Fecha 11                       | Fecha 11  | Fecha 11             | Fecha 11                      | Fecha 11   | Fecha 11 |
| Local                          | Resultado | Visitante            | Estadio                       | Fecha      | Hora     |
| ------------------------------ | --------- | -------------------- | ----------------------------- | ---------- | -------- |
| Sportivo Estudiantes (SL)      | 2 - 1     | Deportivo Camioneros | Héctor Odicino y Pedro Benoza | 27 de mayo | 21:30    |
| Liniers (BB)                   | 1 - 1     | Huracán Las Heras    | Alejandro Pérez               | 29 de mayo | 15:00    |
| Sol de Mayo                    | 0 - 0     | Villa Mitre          | Sol de Mayo                   | 29 de mayo | 15:00    |
| Juventud Unida Universitario   | 0 - 0     | Sportivo Peñarol (C) | Mario Sebastián Diez          | 29 de mayo | 15:30    |
| Círculo Deportivo              | 1 - 2     | Sansinena            | Guillermo Trama               | 29 de mayo | 15:30    |
| Independiente (C)              | 3 - 0     | Cipolletti           | Raúl Orlando Lungarzo         | 29 de mayo | 15:30    |
| Olimpo                         | 2 - 1     | Desamparados         | Roberto N. Carminatti         | 29 de mayo | 15:30    |
| Argentino (MM)                 | 4 - 1     | Ciudad de Bolívar    | Modesto Marrone               | 29 de mayo | 16:00    |
| Libre: Ferro Carril Oeste (GP) |           |                      |                               |            |          |

| Fecha 12                         | Fecha 12  | Fecha 12                     | Fecha 12             | Fecha 12   | Fecha 12 |
| Local                            | Resultado | Visitante                    | Estadio              | Fecha      | Hora     |
| -------------------------------- | --------- | ---------------------------- | -------------------- | ---------- | -------- |
| Ciudad de Bolívar                | 1 - 0     | Círculo Deportivo            | Municipal Eva Perón  | 4 de junio | 15:00    |
| Sansinena                        | 3 - 1     | Liniers (BB)                 | Luis Molina          | 4 de junio | 15:00    |
| Deportivo Camioneros             | 1 - 2     | Olimpo                       | Hugo Moyano          | 5 de junio | 11:00    |
| Desamparados                     | 1 - 0     | Independiente (C)            | El Serpentario       | 5 de junio | 11:00    |
| Huracán Las Heras                | 1 - 1     | Juventud Unida Universitario | Predio de FADEP      | 5 de junio | 11:00    |
| Sportivo Peñarol (C)             | 1 - 0     | Ferro Carril Oeste (GP)      | Ramón Pablo Rojas    | 5 de junio | 11:30    |
| Cipolletti                       | 1 - 1     | Sol de Mayo                  | La Visera de Cemento | 5 de junio | 17:15    |
| Villa Mitre                      | 1 - 1     | Argentino (MM)               | El Fortín            | 5 de junio | 17:30    |
| Libre: Sportivo Estudiantes (SL) |           |                              |                      |            |          |

| Fecha 13                     | Fecha 13  | Fecha 13                  | Fecha 13                      | Fecha 13    | Fecha 13 |
| Local                        | Resultado | Visitante                 | Estadio                       | Fecha       | Hora     |
| ---------------------------- | --------- | ------------------------- | ----------------------------- | ----------- | -------- |
| Ferro Carril Oeste (GP)      | 1 - 1     | Huracán Las Heras         | El Coloso del Barrio Talleres | 11 de junio | 15:00    |
| Liniers (BB)                 | 1 - 0     | Ciudad de Bolívar         | Alejandro Pérez               | 12 de junio | 15:00    |
| Círculo Deportivo            | 1 - 0     | Villa Mitre               | Guillermo Trama               | 12 de junio | 15:00    |
| Independiente (C)            | 1 - 1     | Deportivo Camioneros      | Raúl Orlando Lungarzo         | 12 de junio | 15:00    |
| Juventud Unida Universitario | 1 - 1     | Sansinena                 | Mario Sebastián Diez          | 12 de junio | 15:30    |
| Sol de Mayo                  | 4 - 1     | Desamparados              | Sol de Mayo                   | 12 de junio | 15:30    |
| Argentino (MM)               | 1 - 0     | Cipolletti                | Modesto Marrone               | 12 de junio | 16:00    |
| Olimpo                       | 1 - 0     | Sportivo Estudiantes (SL) | Roberto N. Carminatti         | 12 de junio | 16:00    |
| Libre: Sportivo Peñarol (C)  |           |                           |                               |             |          |

| Fecha 14                  | Fecha 14  | Fecha 14                     | Fecha 14                       | Fecha 14    | Fecha 14 |
| Local                     | Resultado | Visitante                    | Estadio                        | Fecha       | Hora     |
| ------------------------- | --------- | ---------------------------- | ------------------------------ | ----------- | -------- |
| Villa Mitre               | 0 - 1     | Liniers (BB)                 | El Fortín                      | 17 de junio | 15:00    |
| Deportivo Camioneros      | 1 - 0     | Sol de Mayo                  | Hugo Moyano                    | 18 de junio | 15:00    |
| Ciudad de Bolívar         | 1 - 1     | Juventud Unida Universitario | Municipal Eva Perón            | 18 de junio | 15:00    |
| Sansinena                 | 2 - 0     | Ferro Carril Oeste (GP)      | Luis Molina                    | 18 de junio | 15:00    |
| Huracán Las Heras         | 0 - 0     | Sportivo Peñarol (C)         | Anselmo Singaretti (Gutiérrez) | 18 de junio | 15:00    |
| Desamparados              | 0 - 1     | Argentino (MM)               | El Serpentario                 | 18 de junio | 15:30    |
| Sportivo Estudiantes (SL) | 1 - 0     | Independiente (C)            | Héctor Odicino y Pedro Benoza  | 18 de junio | 16:00    |
| Cipolletti                | 4 - 2     | Círculo Deportivo            | La Visera de Cemento           | 18 de junio | 16:00    |
| Libre: Olimpo             |           |                              |                                |             |          |

| Fecha 15                     | Fecha 15  | Fecha 15                  | Fecha 15                      | Fecha 15    | Fecha 15 |
| Local                        | Resultado | Visitante                 | Estadio                       | Fecha       | Hora     |
| ---------------------------- | --------- | ------------------------- | ----------------------------- | ----------- | -------- |
| Ferro Carril Oeste (GP)      | 3 - 0     | Ciudad de Bolívar         | El Coloso del Barrio Talleres | 22 de junio | 14:00    |
| Independiente (C)            | 0 - 0     | Olimpo                    | Raúl Orlando Lungarzo         | 22 de junio | 14:00    |
| Círculo Deportivo            | 2 - 2     | Desamparados              | Guillermo Trama               | 22 de junio | 15:00    |
| Sportivo Peñarol (C)         | 2 - 1     | Sansinena                 | Ramón Pablo Rojas             | 22 de junio | 15:00    |
| Sol de Mayo                  | 1 - 0     | Sportivo Estudiantes (SL) | Sol de Mayo                   | 22 de junio | 15:30    |
| Argentino (MM)               | 3 - 0     | Deportivo Camioneros      | Modesto Marrone               | 22 de junio | 20:00    |
| Liniers (BB)                 | 2 - 1     | Cipolletti                | Alejandro Pérez               | 22 de junio | 20:30    |
| Juventud Unida Universitario | 1 - 1     | Villa Mitre               | Mario Sebastián Diez          | 22 de junio | 21:00    |
| Libre: Huracán Las Heras     |           |                           |                               |             |          |

| Fecha 16                  | Fecha 16  | Fecha 16                     | Fecha 16                      | Fecha 16    | Fecha 16 |
| Local                     | Resultado | Visitante                    | Estadio                       | Fecha       | Hora     |
| ------------------------- | --------- | ---------------------------- | ----------------------------- | ----------- | -------- |
| Desamparados              | 2 - 0     | Liniers (BB)                 | El Serpentario                | 26 de junio | 11:00    |
| Olimpo                    | 0 - 1     | Sol de Mayo                  | Roberto N. Carminatti         | 26 de junio | 14:30    |
| Deportivo Camioneros      | 0 - 1     | Círculo Deportivo            | Hugo Moyano                   | 26 de junio | 15:00    |
| Ciudad de Bolívar         | 1 - 1     | Sportivo Peñarol (C)         | Municipal Eva Perón           | 26 de junio | 15:00    |
| Sansinena                 | 2 - 0     | Huracán Las Heras            | Luis Molina                   | 26 de junio | 15:00    |
| Sportivo Estudiantes (SL) | 4 - 0     | Argentino (MM)               | Héctor Odicino y Pedro Benoza | 26 de junio | 16:00    |
| Cipolletti                | 1 - 3     | Juventud Unida Universitario | La Visera de Cemento          | 26 de junio | 16:00    |
| Villa Mitre               | 3 - 1     | Ferro Carril Oeste (GP)      | El Fortín                     | 26 de junio | 17:30    |
| Libre: Independiente (C)  |           |                              |                               |             |          |

| Fecha 17                     | Fecha 17  | Fecha 17                  | Fecha 17                       | Fecha 17   | Fecha 17 |
| Local                        | Resultado | Visitante                 | Estadio                        | Fecha      | Hora     |
| ---------------------------- | --------- | ------------------------- | ------------------------------ | ---------- | -------- |
| Huracán Las Heras            | 0 - 0     | Ciudad de Bolívar         | Anselmo Singaretti (Gutiérrez) | 2 de julio | 15:30    |
| Sol de Mayo                  | 0 - 0     | Independiente (C)         | Sol de Mayo                    | 2 de julio | 15:30    |
| Juventud Unida Universitario | 1 - 1     | Desamparados              | Mario Sebastián Diez           | 3 de julio | 11:00    |
| Sportivo Peñarol (C)         | 0 - 1     | Villa Mitre               | Ramón Pablo Rojas              | 3 de julio | 15:00    |
| Liniers (BB)                 | 3 - 3     | Deportivo Camioneros      | Alejandro Pérez                | 3 de julio | 15:00    |
| Círculo Deportivo            | 0 - 2     | Sportivo Estudiantes (SL) | Guillermo Trama                | 3 de julio | 15:00    |
| Ferro Carril Oeste (GP)      | 0 - 0     | Cipolletti                | El Coloso del Barrio Talleres  | 3 de julio | 16:00    |
| Argentino (MM)               | 0 - 1     | Olimpo                    | Modesto Marrone                | 3 de julio | 16:00    |
| Libre: Sansinena             |           |                           |                                |            |          |

| 1. 2. |

##### Segunda rueda
| Fecha 18                     | Fecha 18  | Fecha 18                  | Fecha 18                       | Fecha 18    | Fecha 18 |
| Local                        | Resultado | Visitante                 | Estadio                        | Fecha       | Hora     |
| ---------------------------- | --------- | ------------------------- | ------------------------------ | ----------- | -------- |
| Ferro Carril Oeste (GP)      | 3 - 1     | Desamparados              | El Coloso del Barrio Talleres  | 9 de julio  | 15:00    |
| Argentino (MM)               | 1 - 2     | Independiente (C)         | Modesto Marrone                | 9 de julio  | 16:00    |
| Sportivo Peñarol (C)         | 1 - 2     | Cipolletti                | Ramón Pablo Rojas              | 10 de julio | 11:00    |
| Círculo Deportivo            | 0 - 0     | Olimpo                    | Guillermo Trama                | 10 de julio | 15:00    |
| Huracán Las Heras            | 2 - 1     | Villa Mitre               | Anselmo Singaretti (Gutiérrez) | 10 de julio | 15:00    |
| Sansinena                    | 0 - 3     | Ciudad de Bolívar         | Luis Molina                    | 10 de julio | 15:00    |
| Liniers (BB)                 | 1 - 2     | Sportivo Estudiantes (SL) | Alejandro Pérez                | 10 de julio | 15:30    |
| Juventud Unida Universitario | 1 - 0     | Deportivo Camioneros      | Mario Sebastián Diez           | 10 de julio | 15:30    |
| Libre: Sol de Mayo           |           |                           |                                |             |          |

| Fecha 19                  | Fecha 19  | Fecha 19                     | Fecha 19                      | Fecha 19    | Fecha 19 |
| Local                     | Resultado | Visitante                    | Estadio                       | Fecha       | Hora     |
| ------------------------- | --------- | ---------------------------- | ----------------------------- | ----------- | -------- |
| Villa Mitre               | 3 - 0     | Sansinena                    | El Fortín                     | 16 de julio | 14:30    |
| Desamparados              | 0 - 0     | Sportivo Peñarol (C)         | El Serpentario                | 16 de julio | 15:00    |
| Deportivo Camioneros      | 0 - 0     | Ferro Carril Oeste (GP)      | Hugo Moyano                   | 16 de julio | 15:00    |
| Independiente (C)         | 1 - 0     | Círculo Deportivo            | Raúl Orlando Lungarzo         | 16 de julio | 15:00    |
| Sol de Mayo               | 1 - 1     | Argentino (MM)               | Sol de Mayo                   | 16 de julio | 15:00    |
| Sportivo Estudiantes (SL) | 0 - 1     | Juventud Unida Universitario | Héctor Odicino y Pedro Benoza | 16 de julio | 16:00    |
| Cipolletti                | 1 - 0     | Huracán Las Heras            | La Visera de Cemento          | 16 de julio | 18:00    |
| Olimpo                    | 3 - 1     | Liniers (BB)                 | Roberto N. Carminatti         | 16 de julio | 18:00    |
| Libre: Ciudad de Bolívar  |           |                              |                               |             |          |

| Fecha 20                     | Fecha 20  | Fecha 20                  | Fecha 20                                   | Fecha 20    | Fecha 20 |
| Local                        | Resultado | Visitante                 | Estadio                                    | Fecha       | Hora     |
| ---------------------------- | --------- | ------------------------- | ------------------------------------------ | ----------- | -------- |
| Ferro Carril Oeste (GP)      | 2 - 0     | Sportivo Estudiantes (SL) | El Coloso del Barrio Talleres              | 20 de julio | 14:00    |
| Círculo Deportivo            | 1 - 0     | Sol de Mayo               | Guillermo Trama                            | 20 de julio | 15:00    |
| Juventud Unida Universitario | 3 - 1     | Olimpo                    | Mario Sebastián Diez                       | 20 de julio | 15:00    |
| Sportivo Peñarol (C)         | 3 - 1     | Deportivo Camioneros      | Ramón Pablo Rojas                          | 20 de julio | 15:00    |
| Huracán Las Heras            | 0 - 0     | Desamparados              | Libertador General San Martín (San Martín) | 20 de julio | 15:00    |
| Sansinena                    | 1 - 3     | Cipolletti                | Luis Molina                                | 20 de julio | 15:00    |
| Ciudad de Bolívar            | 1 - 2     | Villa Mitre               | Municipal Eva Perón                        | 20 de julio | 15:00    |
| Liniers (BB)                 | 1 - 1     | Independiente (C)         | Alejandro Pérez                            | 20 de julio | 20:30    |
| Libre: Argentino (MM)        |           |                           |                                            |             |          |

| Fecha 21                  | Fecha 21  | Fecha 21                     | Fecha 21                      | Fecha 21    | Fecha 21 |
| Local                     | Resultado | Visitante                    | Estadio                       | Fecha       | Hora     |
| ------------------------- | --------- | ---------------------------- | ----------------------------- | ----------- | -------- |
| Desamparados              | 1 - 1     | Sansinena                    | El Serpentario                | 24 de julio | 11:00    |
| Sol de Mayo               | 4 - 1     | Liniers (BB)                 | Sol de Mayo                   | 24 de julio | 15:00    |
| Deportivo Camioneros      | 0 - 0     | Huracán Las Heras            | Hugo Moyano                   | 24 de julio | 15:00    |
| Independiente (C)         | 0 - 0     | Juventud Unida Universitario | Raúl Orlando Lungarzo         | 24 de julio | 15:00    |
| Sportivo Estudiantes (SL) | 4 - 1     | Sportivo Peñarol (C)         | Héctor Odicino y Pedro Benoza | 24 de julio | 15:30    |
| Olimpo                    | 3 - 1     | Ferro Carril Oeste (GP)      | Roberto N. Carminatti         | 24 de julio | 15:55    |
| Argentino (MM)            | 3 - 1     | Círculo Deportivo            | Modesto Marrone               | 24 de julio | 16:00    |
| Cipolletti                | 0 - 0     | Ciudad de Bolívar            | La Visera de Cemento          | 24 de julio | 16:00    |
| Libre: Villa Mitre        |           |                              |                               |             |          |

| Fecha 22                     | Fecha 22  | Fecha 22                  | Fecha 22                       | Fecha 22    | Fecha 22 |
| Local                        | Resultado | Visitante                 | Estadio                        | Fecha       | Hora     |
| ---------------------------- | --------- | ------------------------- | ------------------------------ | ----------- | -------- |
| Ferro Carril Oeste (GP)      | 0 - 1     | Independiente (C)         | El Coloso del Barrio Talleres  | 30 de julio | 15:00    |
| Ciudad de Bolívar            | 1 - 1     | Desamparados              | Municipal Eva Perón            | 30 de julio | 15:30    |
| Liniers (BB)                 | 0 - 1     | Argentino (MM)            | Alejandro Pérez                | 31 de julio | 15:00    |
| Sansinena                    | 3 - 1     | Deportivo Camioneros      | Luis Molina                    | 31 de julio | 15:00    |
| Villa Mitre                  | 1 - 0     | Cipolletti                | El Fortín                      | 31 de julio | 15:00    |
| Juventud Unida Universitario | 0 - 0     | Sol de Mayo               | Mario Sebastián Diez           | 31 de julio | 15:30    |
| Sportivo Peñarol (C)         | 0 - 2     | Olimpo                    | Ramón Pablo Rojas              | 31 de julio | 15:30    |
| Huracán Las Heras            | 3 - 0     | Sportivo Estudiantes (SL) | Anselmo Singaretti (Gutiérrez) | 31 de julio | 15:30    |
| Libre: Círculo Deportivo     |           |                           |                                |             |          |

| Fecha 23                  | Fecha 23  | Fecha 23                     | Fecha 23                      | Fecha 23    | Fecha 23 |
| Local                     | Resultado | Visitante                    | Estadio                       | Fecha       | Hora     |
| ------------------------- | --------- | ---------------------------- | ----------------------------- | ----------- | -------- |
| Deportivo Camioneros      | 0 - 1     | Ciudad de Bolívar            | Hugo Moyano                   | 6 de agosto | 15:00    |
| Sol de Mayo               | 1 - 1     | Ferro Carril Oeste (GP)      | Sol de Mayo                   | 7 de agosto | 15:00    |
| Círculo Deportivo         | 1 - 1     | Liniers (BB)                 | Guillermo Trama               | 7 de agosto | 15:00    |
| Desamparados              | 0 - 0     | Villa Mitre                  | El Serpentario                | 7 de agosto | 15:30    |
| Sportivo Estudiantes (SL) | 1 - 0     | Sansinena                    | Héctor Odicino y Pedro Benoza | 7 de agosto | 15:30    |
| Olimpo                    | 1 - 1     | Huracán Las Heras            | Roberto N. Carminatti         | 7 de agosto | 15:30    |
| Independiente (C)         | 3 - 1     | Sportivo Peñarol (C)         | Raúl Orlando Lungarzo         | 7 de agosto | 15:30    |
| Argentino (MM)            | 1 - 0     | Juventud Unida Universitario | Modesto Marrone               | 7 de agosto | 16:00    |
| Libre: Cipolletti         |           |                              |                               |             |          |

| Fecha 24                     | Fecha 24  | Fecha 24                  | Fecha 24                       | Fecha 24     | Fecha 24 |
| Local                        | Resultado | Visitante                 | Estadio                        | Fecha        | Hora     |
| ---------------------------- | --------- | ------------------------- | ------------------------------ | ------------ | -------- |
| Huracán Las Heras            | 0 - 3     | Independiente (C)         | Anselmo Singaretti (Gutiérrez) | 13 de agosto | 15:00    |
| Ciudad de Bolívar            | 2 - 1     | Sportivo Estudiantes (SL) | Municipal Eva Perón            | 13 de agosto | 15:30    |
| Sansinena                    | 2 - 2     | Olimpo                    | Luis Molina                    | 14 de agosto | 15:00    |
| Villa Mitre                  | 3 - 0     | Deportivo Camioneros      | El Fortín                      | 14 de agosto | 15:00    |
| Juventud Unida Universitario | 1 - 0     | Círculo Deportivo         | Mario Sebastián Diez           | 14 de agosto | 15:30    |
| Ferro Carril Oeste (GP)      | 1 - 1     | Argentino (MM)            | El Coloso del Barrio Talleres  | 14 de agosto | 15:30    |
| Sportivo Peñarol (C)         | 1 - 1     | Sol de Mayo               | Ramón Pablo Rojas              | 14 de agosto | 15:30    |
| Cipolletti                   | 2 - 0     | Desamparados              | La Visera de Cemento           | 14 de agosto | 16:00    |
| Libre: Liniers (BB)          |           |                           |                                |              |          |

| Fecha 25                  | Fecha 25  | Fecha 25                     | Fecha 25                      | Fecha 25     | Fecha 25 |
| Local                     | Resultado | Visitante                    | Estadio                       | Fecha        | Hora     |
| ------------------------- | --------- | ---------------------------- | ----------------------------- | ------------ | -------- |
| Sportivo Estudiantes (SL) | 0 - 1     | Villa Mitre                  | Héctor Odicino y Pedro Benoza | 19 de agosto | 21:00    |
| Deportivo Camioneros      | 1 - 0     | Cipolletti                   | Hugo Moyano                   | 20 de agosto | 15:00    |
| Liniers (BB)              | 0 - 0     | Juventud Unida Universitario | Alejandro Pérez               | 20 de agosto | 15:00    |
| Círculo Deportivo         | 2 - 1     | Ferro Carril Oeste (GP)      | Guillermo Trama               | 20 de agosto | 15:00    |
| Sol de Mayo               | 3 - 1     | Huracán Las Heras            | Sol de Mayo                   | 20 de agosto | 15:00    |
| Argentino (MM)            | 0 - 1     | Sportivo Peñarol (C)         | Modesto Marrone               | 20 de agosto | 16:00    |
| Independiente (C)         | 2 - 1     | Sansinena                    | Raúl Orlando Lungarzo         | 20 de agosto | 16:00    |
| Olimpo                    | 1 - 0     | Ciudad de Bolívar            | Roberto N. Carminatti         | 20 de agosto | 16:00    |
| Libre: Desamparados       |           |                              |                               |              |          |

| Fecha 26                            | Fecha 26  | Fecha 26                  | Fecha 26                       | Fecha 26     | Fecha 26 |
| Local                               | Resultado | Visitante                 | Estadio                        | Fecha        | Hora     |
| ----------------------------------- | --------- | ------------------------- | ------------------------------ | ------------ | -------- |
| Desamparados                        | 1 - 0     | Deportivo Camioneros      | El Serpentario                 | 24 de agosto | 13:30    |
| Ferro Carril Oeste (GP)             | 1 - 3     | Liniers (BB)              | El Coloso del Barrio Talleres  | 24 de agosto | 14:00    |
| Ciudad de Bolívar                   | 1 - 0     | Independiente (C)         | Municipal Eva Perón            | 24 de agosto | 15:00    |
| Sansinena                           | 1 - 2     | Sol de Mayo               | Luis Molina                    | 24 de agosto | 15:30    |
| Huracán Las Heras                   | 0- 0      | Argentino (MM)            | Anselmo Singaretti (Gutiérrez) | 24 de agosto | 16:00    |
| Sportivo Peñarol (C)                | 2 - 1     | Círculo Deportivo         | Ramón Pablo Rojas              | 24 de agosto | 19:00    |
| Villa Mitre                         | 0 - 3     | Olimpo                    | El Fortín                      | 24 de agosto | 19:00    |
| Cipolletti                          | 0 - 0     | Sportivo Estudiantes (SL) | La Visera de Cemento           | 24 de agosto | 20:30    |
| Libre: Juventud Unida Universitario |           |                           |                                |              |          |

| Fecha 27                     | Fecha 27  | Fecha 27                | Fecha 27                      | Fecha 27     | Fecha 27 |
| Local                        | Resultado | Visitante               | Estadio                       | Fecha        | Hora     |
| ---------------------------- | --------- | ----------------------- | ----------------------------- | ------------ | -------- |
| Juventud Unida Universitario | 1 - 0     | Ferro Carril Oeste (GP) | Mario Sebastián Diez          | 27 de agosto | 16:00    |
| Liniers (BB)                 | 1 - 0     | Sportivo Peñarol (C)    | Alejandro Pérez               | 28 de agosto | 15:00    |
| Sol de Mayo                  | 0 - 1     | Ciudad de Bolívar       | Sol de Mayo                   | 28 de agosto | 15:00    |
| Círculo Deportivo            | 1 - 0     | Huracán Las Heras       | Guillermo Trama               | 28 de agosto | 15:00    |
| Olimpo                       | 3 - 0     | Cipolletti              | Roberto N. Carminatti         | 28 de agosto | 16:00    |
| Independiente (C)            | 1 - 1     | Villa Mitre             | Raúl Orlando Lungarzo         | 28 de agosto | 16:00    |
| Argentino (MM)               | 1 - 2     | Sansinena               | Modesto Marrone               | 28 de agosto | 16:00    |
| Sportivo Estudiantes (SL)    | 2 - 1     | Desamparados            | Héctor Odicino y Pedro Benoza | 28 de agosto | 18:00    |
| Libre: Deportivo Camioneros  |           |                         |                               |              |          |

| Fecha 28                       | Fecha 28  | Fecha 28                     | Fecha 28             | Fecha 28        | Fecha 28 |
| Local                          | Resultado | Visitante                    | Estadio              | Fecha           | Hora     |
| ------------------------------ | --------- | ---------------------------- | -------------------- | --------------- | -------- |
| Ciudad de Bolívar              | 1 - 0     | Argentino (MM)               | Municipal Eva Perón  | 3 de septiembre | 15:00    |
| Sportivo Peñarol (C)           | 1 - 1     | Juventud Unida Universitario | Ramón Pablo Rojas    | 3 de septiembre | 16:00    |
| Cipolletti                     | 0 - 0     | Independiente (C)            | La Visera de Cemento | 3 de septiembre | 19:00    |
| Deportivo Camioneros           | 2 - 1     | Sportivo Estudiantes (SL)    | Hugo Moyano          | 4 de septiembre | 11:00    |
| Huracán Las Heras              | 3 - 1     | Liniers (BB)                 | Predio de FADEP      | 4 de septiembre | 16:00    |
| Sansinena                      | 1 - 1     | Círculo Deportivo            | Luis Molina          | 4 de septiembre | 16:00    |
| Villa Mitre                    | 2 - 1     | Sol de Mayo                  | El Fortín            | 4 de septiembre | 16:00    |
| Desamparados                   | 0 - 1     | Olimpo                       | El Serpentario       | 4 de septiembre | 16:30    |
| Libre: Ferro Carril Oeste (GP) |           |                              |                      |                 |          |

| Fecha 29                         | Fecha 29  | Fecha 29             | Fecha 29                      | Fecha 29         | Fecha 29 |
| Local                            | Resultado | Visitante            | Estadio                       | Fecha            | Hora     |
| -------------------------------- | --------- | -------------------- | ----------------------------- | ---------------- | -------- |
| Ferro Carril Oeste (GP)          | 3 - 0     | Sportivo Peñarol (C) | El Coloso del Barrio Talleres | 10 de septiembre | 15:30    |
| Sol de Mayo                      | 3 - 0     | Cipolletti           | Sol de Mayo                   | 11 de septiembre | 11:00    |
| Juventud Unida Universitario     | 2 - 1     | Huracán Las Heras    | Mario Sebastián Diez          | 11 de septiembre | 11:00    |
| Independiente (C)                | 2 - 0     | Desamparados         | Raúl Orlando Lungarzo         | 11 de septiembre | 14:30    |
| Olimpo                           | 2 - 0     | Deportivo Camioneros | Roberto N. Carminatti         | 11 de septiembre | 15:00    |
| Argentino (MM)                   | 1 - 1     | Villa Mitre          | Modesto Marrone               | 11 de septiembre | 15:00    |
| Círculo Deportivo                | 1 - 0     | Ciudad de Bolívar    | Guillermo Trama               | 11 de septiembre | 15:00    |
| Liniers (BB)                     | 2 - 2     | Sansinena            | Alejandro Pérez               | 11 de septiembre | 20:30    |
| Libre: Sportivo Estudiantes (SL) |           |                      |                               |                  |          |

| Fecha 30                    | Fecha 30  | Fecha 30                     | Fecha 30                      | Fecha 30         | Fecha 30 |
| Local                       | Resultado | Visitante                    | Estadio                       | Fecha            | Hora     |
| --------------------------- | --------- | ---------------------------- | ----------------------------- | ---------------- | -------- |
| Ciudad de Bolívar           | 2 - 1     | Liniers (BB)                 | Municipal Eva Perón           | 17 de septiembre | 16:05    |
| Desamparados                | 1 - 0     | Sol de Mayo                  | El Serpentario                | 17 de septiembre | 16:30    |
| Cipolletti                  | 1 - 0     | Argentino (MM)               | La Visera de Cemento          | 18 de septiembre | 11:00    |
| Deportivo Camioneros        | 0 - 4     | Independiente (C)            | Hugo Moyano                   | 18 de septiembre | 11:00    |
| Huracán Las Heras           | 0 - 0     | Ferro Carril Oeste (GP)      | Predio de FADEP               | 18 de septiembre | 16:00    |
| Sansinena                   | 3 - 1     | Juventud Unida Universitario | Luis Molina                   | 18 de septiembre | 16:00    |
| Villa Mitre                 | 2 - 2     | Círculo Deportivo            | El Fortín                     | 18 de septiembre | 16:00    |
| Sportivo Estudiantes (SL)   | 0 - 1     | Olimpo                       | Héctor Odicino y Pedro Benoza | 18 de septiembre | 16:00    |
| Libre: Sportivo Peñarol (C) |           |                              |                               |                  |          |

| Fecha 31                     | Fecha 31  | Fecha 31                  | Fecha 31                      | Fecha 31         | Fecha 31 |
| Local                        | Resultado | Visitante                 | Estadio                       | Fecha            | Hora     |
| ---------------------------- | --------- | ------------------------- | ----------------------------- | ---------------- | -------- |
| Liniers (BB)                 | 2 - 0     | Villa Mitre               | Alejandro Pérez               | 24 de septiembre | 20:00    |
| Círculo Deportivo            | 1 - 0     | Cipolletti                | Guillermo Trama               | 25 de septiembre | 15:00    |
| Sol de Mayo                  | 2 - 0     | Deportivo Camioneros      | Sol de Mayo                   | 25 de septiembre | 15:30    |
| Independiente (C)            | 2 - 1     | Sportivo Estudiantes (SL) | Raúl Orlando Lungarzo         | 25 de septiembre | 16:00    |
| Ferro Carril Oeste (GP)      | 2 - 1     | Sansinena                 | El Coloso del Barrio Talleres | 25 de septiembre | 16:00    |
| Juventud Unida Universitario | 0 - 2     | Ciudad de Bolívar         | Mario Sebastián Diez          | 25 de septiembre | 16:00    |
| Argentino (MM)               | 0 - 0     | Desamparados              | Modesto Marrone               | 25 de septiembre | 16:00    |
| Sportivo Peñarol (C)         | 1 - 0     | Huracán Las Heras         | Bicentenario de San Juan      | 25 de septiembre | 16:30    |
| Libre: Olimpo                |           |                           |                               |                  |          |

| Fecha 32                  | Fecha 32  | Fecha 32                     | Fecha 32                      | Fecha 32     | Fecha 32 |
| Local                     | Resultado | Visitante                    | Estadio                       | Fecha        | Hora     |
| ------------------------- | --------- | ---------------------------- | ----------------------------- | ------------ | -------- |
| Cipolletti                | 1 - 2     | Liniers (BB)                 | La Visera de Cemento          | 1 de octubre | 11:00    |
| Sansinena                 | 1 - 0     | Sportivo Peñarol (C)         | Luis Molina                   | 1 de octubre | 16:00    |
| Ciudad de Bolívar         | 2 - 0     | Ferro Carril Oeste (GP)      | Municipal Eva Perón           | 1 de octubre | 16:00    |
| Olimpo                    | 2 - 1     | Independiente (C)            | Roberto N. Carminatti         | 1 de octubre | 16:00    |
| Deportivo Camioneros      | 1 - 2     | Argentino (MM)               | Hugo Moyano                   | 2 de octubre | 11:00    |
| Villa Mitre               | 2 - 1     | Juventud Unida Universitario | El Fortín                     | 2 de octubre | 16:00    |
| Sportivo Estudiantes (SL) | 0 - 0     | Sol de Mayo                  | Héctor Odicino y Pedro Benoza | 2 de octubre | 16:00    |
| Desamparados              | 3 - 0     | Círculo Deportivo            | El Serpentario                | 2 de octubre | 16:30    |
| Libre: Huracán Las Heras  |           |                              |                               |              |          |

| Fecha 33                     | Fecha 33  | Fecha 33                  | Fecha 33                        | Fecha 33      | Fecha 33 |
| Local                        | Resultado | Visitante                 | Estadio                         | Fecha         | Hora     |
| ---------------------------- | --------- | ------------------------- | ------------------------------- | ------------- | -------- |
| Sol de Mayo                  | 1 - 1     | Olimpo                    | Sol de Mayo                     | 9 de octubre  | 15:30    |
| Argentino (MM)               | 0 - 2     | Sportivo Estudiantes (SL) | Modesto Marrone                 | 9 de octubre  | 16:00    |
| Ferro Carril Oeste (GP)      | 1 - 1     | Villa Mitre               | El Coloso del Barrio Talleres   | 9 de octubre  | 16:30    |
| Sportivo Peñarol (C)         | 3 - 0     | Ciudad de Bolívar         | Ramón Pablo Rojas               | 9 de octubre  | 17:00    |
| Liniers (BB)                 | 0 - 0     | Desamparados              | Alejandro Pérez                 | 9 de octubre  | 20:00    |
| Círculo Deportivo            | 1 - 1     | Deportivo Camioneros      | Guillermo Trama                 | 10 de octubre | 15:30    |
| Huracán Las Heras            | 1 - 0     | Sansinena                 | Mauricio Serra (Atl. Argentino) | 10 de octubre | 16:30    |
| Juventud Unida Universitario | 2 - 2     | Cipolletti                | Mario Sebastián Diez            | 12 de octubre | 16:00    |
| Libre: Independiente (C)     |           |                           |                                 |               |          |

| Fecha 34                  | Fecha 34  | Fecha 34                     | Fecha 34                      | Fecha 34      | Fecha 34 |
| Local                     | Resultado | Visitante                    | Estadio                       | Fecha         | Hora     |
| ------------------------- | --------- | ---------------------------- | ----------------------------- | ------------- | -------- |
| Sportivo Estudiantes (SL) | 1 - 0     | Círculo Deportivo            | Héctor Odicino y Pedro Benoza | 14 de octubre | 21:00    |
| Deportivo Camioneros      | 2 - 2     | Liniers (BB)                 | Hugo Moyano                   | 15 de octubre | 13:00    |
| Villa Mitre               | 3 - 0     | Sportivo Peñarol (C)         | El Fortín                     | 15 de octubre | 16:30    |
| Independiente (C)         | 2 - 0     | Sol de Mayo                  | Raúl Orlando Lungarzo         | 16 de octubre | 15:00    |
| Ciudad de Bolívar         | 1 - 1     | Huracán Las Heras            | Municipal Eva Perón           | 16 de octubre | 16:00    |
| Cipolletti                | 1 - 0     | Ferro Carril Oeste (GP)      | La Visera de Cemento          | 16 de octubre | 16:00    |
| Desamparados              | 2 - 0     | Juventud Unida Universitario | El Serpentario                | 16 de octubre | 16:00    |
| Olimpo                    | 2 - 0     | Argentino (MM)               | Roberto N. Carminatti         | 16 de octubre | 16:30    |
| Libre: Sansinena          |           |                              |                               |               |          |

| 1. 2. |

### Zona Norte

#### Tabla de posiciones final
| Pos. | Equipo                        | Pts. | PJ | PG | PE | PP | GF | GC | Dif. |
| ---- | ----------------------------- | ---- | -- | -- | -- | -- | -- | -- | ---- |
| 1.º  | Racing (C)                    | 68   | 32 | 19 | 11 | 2  | 52 | 16 | 36   |
| 2.º  | Sarmiento (R)                 | 64   | 32 | 18 | 10 | 4  | 44 | 19 | 25   |
| 3.º  | San Martín (F)                | 59   | 32 | 17 | 8  | 7  | 56 | 30 | 26   |
| 4.º  | Central Norte (S)             | 57   | 32 | 15 | 12 | 5  | 44 | 25 | 19   |
| 5.º  | Gimnasia y Tiro (S)           | 54   | 32 | 15 | 9  | 8  | 35 | 30 | 5    |
| 6.º  | Douglas Haig                  | 48   | 32 | 13 | 9  | 10 | 42 | 32 | 10   |
| 7.º  | Sportivo Belgrano             | 48   | 32 | 14 | 6  | 12 | 41 | 34 | 7    |
| 8.º  | Sportivo Las Parejas          | 46   | 32 | 12 | 10 | 10 | 33 | 33 | 0    |
| 9.º  | Gimnasia y Esgrima (CdU)      | 44   | 32 | 13 | 5  | 14 | 33 | 39 | −6   |
| 10.º | Crucero del Norte             | 40   | 32 | 11 | 7  | 14 | 26 | 45 | −19  |
| 11.º | Juventud Antoniana            | 40   | 32 | 11 | 7  | 14 | 34 | 41 | −7   |
| 12.º | Boca Unidos                   | 37   | 32 | 8  | 13 | 11 | 34 | 34 | 0    |
| 13.º | Defensores de Pronunciamiento | 31   | 32 | 7  | 10 | 15 | 27 | 40 | −13  |
| 14.º | Defensores de Belgrano (VR)   | 30   | 32 | 8  | 6  | 18 | 24 | 37 | −13  |
| 15.º | Unión (S)                     | 30   | 32 | 8  | 6  | 18 | 30 | 48 | −18  |
| 16.º | Atlético Paraná               | 26   | 32 | 6  | 8  | 18 | 25 | 48 | −23  |
| 17.º | Juventud Unida (G)            | 23   | 32 | 6  | 5  | 21 | 27 | 56 | −29  |

|  | Clasificaron a la Etapa Eliminatoria y a la Copa Argentina 2023. |
|  | Clasificaron a la Etapa Eliminatoria.                            |
|  | Descendieron al Torneo Regional Federal Amateur.                 |

##### Evolución de las posiciones

###### Primera rueda
| Equipo / Fecha                | 1    | 2    | 3    | 4    | 5    | 6    | 7    | 8    | 9    | 10   | 11   | 12   | 13   | 14   | 15   | 16   | 17   |
| ----------------------------- | ---- | ---- | ---- | ---- | ---- | ---- | ---- | ---- | ---- | ---- | ---- | ---- | ---- | ---- | ---- | ---- | ---- |
| Atlético Paraná               | 15.° | 17.° | 16.° | 12.° | 14.° | 15.° | 15.° | 15.° | 16.° | 16.° | 16.° | 16.° | 16.° | 16.° | 15.° | 17.° | 17.° |
| Boca Unidos                   | 8.°  | 10.° | 6.°  | 7.°  | 12.° | 13.° | 12.° | 11.° | 9.°  | 9.°  | 9.°  | 8.°  | 11.° | 12.° | 12.° | 11.° | 12.° |
| Central Norte (S)             | -    | 10.° | 8.°  | 8.°  | 9.°  | 6.°  | 6.°  | 4.°  | 2.°  | 2.°  | 2.°  | 2.°  | 2.°  | 2.°  | 2.°  | 2.°  | 2.°  |
| Crucero del Norte             | 6.°  | 2.°  | 4.°  | 4.°  | 4.°  | 4.°  | 2.°  | 2.°  | 3.°  | 4.°  | 5.°  | 3.°  | 3.°  | 4.°  | 8.°  | 8.°  | 9.°  |
| Atlético Uruguay              | 11.° | 12.° | 13.° | 14.° | 10.° | 12.° | 13.° | 13.° | 15.° | 13.° | 10.° | 10.° | 14.° | 15.° | 16.° | 16.° | 16.° |
| Defensores de Pronunciamiento | 15.° | 14.° | 14.° | 16.° | 16.° | 16.° | 16.° | 16.° | 14.° | 14.° | 14.° | 14.° | 12.° | 13.° | 13.° | 14.° | 14.° |
| Douglas Haig                  | 1.°  | 1.°  | 1.°  | 3.°  | 5.°  | 5.°  | 5.°  | 7.°  | 5.°  | 3.°  | 4.°  | 4.°  | 5.°  | 5.°  | 3.°  | 4.°  | 5.°  |
| Gimnasia y Esgrima (CdU)      | 4.°  | 9.°  | 10.° | 9.°  | 6.°  | 7.°  | 9.°  | 8.°  | 8.°  | 10.° | 11.° | 11.° | 13.° | 9.°  | 9.°  | 9.°  | 8.°  |
| Gimnasia y Tiro (S)           | 6.°  | 7.°  | 11.° | 6.°  | 8.°  | 11.° | 8.°  | 6.°  | 7.°  | 8.°  | 8.°  | 9.°  | 8.°  | 8.°  | 7.°  | 7.°  | 7.°  |
| Juventud Antoniana            | 8.°  | 6.°  | 5.°  | 10.° | 7.°  | 9.°  | 11.° | 12.° | 12.° | 11.° | 12.° | 15.° | 15.° | 14.° | 14.° | 12.° | 13.° |
| Juventud Unida (G)            | 13.° | 15.° | 17.° | 17.° | 17.° | 17.° | 17.° | 17.° | 17.° | 17.° | 17.° | 17.° | 17.° | 17.° | 17.° | 15.° | 15.° |
| Racing (C)                    | 1.°  | 4.°  | 2.°  | 1.°  | 1.°  | 1.°  | 1.°  | 1.°  | 1.°  | 1.°  | 1.°  | 1.°  | 1.°  | 1.°  | 1.°  | 1.°  | 1.°  |
| San Martín (F)                | 4.°  | 5.°  | 6.°  | 5.°  | 3.°  | 3.°  | 4.°  | 5.°  | 6.°  | 6.°  | 6.°  | 6.°  | 4.°  | 6.°  | 4.°  | 6.°  | 6.°  |
| Sarmiento (R)                 | 1.°  | 2.°  | 3.°  | 2.°  | 2.°  | 2.°  | 3.°  | 3.°  | 4.°  | 5.°  | 3.°  | 5.°  | 6.°  | 3.°  | 5.°  | 3.°  | 3.°  |
| Sportivo Belgrano             | 13.° | 7.°  | 9.°  | 11.° | 13.° | 10.° | 7.°  | 10.° | 11.° | 12.° | 13.° | 13.° | 9.°  | 10.° | 11.° | 10.° | 10.° |
| Sportivo Las Parejas          | 11.° | 13.° | 12.° | 13.° | 11.° | 8.°  | 10.° | 9.°  | 10.° | 7.°  | 7.°  | 7.°  | 7.°  | 7.°  | 6.°  | 5.°  | 4.°  |
| Unión (S)                     | 15.° | 16.° | 14.° | 15.° | 15.° | 14.° | 14.° | 14.° | 13.° | 14.° | 15.° | 12.° | 10.° | 11.° | 10.° | 13.° | 11.° |

|  |

###### Segunda rueda
| Equipo / Fecha                | 18   | 19   | 20   | 21   | 22   | 23   | 24   | 25   | 26   | 27   | 28   | 29   | 30   | 31   | 32   | 33   | 34   |
| ----------------------------- | ---- | ---- | ---- | ---- | ---- | ---- | ---- | ---- | ---- | ---- | ---- | ---- | ---- | ---- | ---- | ---- | ---- |
| Atlético Paraná               | 16.° | 17.° | 17.° | 15.° | 15.° | 14.° | 15.° | 16.° | 14.° | 16.° | 16.° | 16.° | 16.° | 16.° | 16.° | 16.° | 16.° |
| Boca Unidos                   | 13.° | 13.° | 12.° | 12.° | 12.° | 13.° | 13.° | 13.° | 12.° | 13.° | 13.° | 12.° | 12.° | 12.° | 12.° | 12.° | 12.° |
| Central Norte (S)             | 2.°  | 2.°  | 3.°  | 3.°  | 3.°  | 4.°  | 4.°  | 4.°  | 4.°  | 4.°  | 3.°  | 3.°  | 4.°  | 4.°  | 4.°  | 4.°  | 4.°  |
| Crucero del Norte             | 9.°  | 10.° | 9.°  | 10.° | 10.° | 10.° | 10.° | 11.° | 11.° | 11.° | 10.° | 10.° | 10.° | 11.° | 11.° | 10.° | 10.° |
| Atlético Uruguay              | 17.° | 14.° | 13.° | 13.° | 13.° | 12.° | 12.° | 12.° | 13.° | 12.° | 14.° | 14.° | 13.° | 14.° | 14.° | 15.° | 14.° |
| Defensores de Pronunciamiento | 14.° | 16.° | 15.° | 16.° | 16.° | 16.° | 16.° | 15.° | 15.° | 14.° | 12.° | 13.° | 14.° | 13.° | 13.° | 14.° | 13.° |
| Douglas Haig                  | 4.°  | 4.°  | 4.°  | 4.°  | 8.°  | 5.°  | 6.°  | 6.°  | 6.°  | 6.°  | 6.°  | 6.°  | 6.°  | 6.°  | 6.°  | 6.°  | 6.°  |
| Gimnasia y Esgrima (CdU)      | 7.°  | 6.°  | 7.°  | 6.°  | 5.°  | 6.°  | 7.°  | 8.°  | 9.°  | 9.°  | 8.°  | 9.°  | 9.°  | 9.°  | 9.°  | 9.°  | 9.°  |
| Gimnasia y Tiro (S)           | 8.°  | 8.°  | 8.°  | 7.°  | 6.°  | 8.°  | 5.°  | 5.°  | 5.°  | 5.°  | 5.°  | 5.°  | 5.°  | 5.°  | 5.°  | 5.°  | 5.°  |
| Juventud Antoniana            | 11.° | 11.° | 11.° | 11.° | 11.° | 11.° | 11.° | 10.° | 10.° | 10.° | 11.° | 11.° | 11.° | 10.° | 10.° | 11.° | 11.° |
| Juventud Unida (G)            | 15.° | 15.° | 16.° | 17.° | 17.° | 17.° | 17.° | 17.° | 17.° | 17.° | 17.° | 17.° | 17.° | 17.° | 17.° | 17.° | 17.° |
| Racing (C)                    | 1.°  | 1.°  | 1.°  | 1.°  | 1.°  | 1.°  | 1.°  | 1.°  | 1.°  | 2.°  | 1.°  | 1.°  | 1.°  | 1.°  | 1.°  | 1.°  | 1.°  |
| San Martín (F)                | 5.°  | 5.°  | 5.°  | 5.°  | 4.°  | 3.°  | 3.°  | 3.°  | 3.°  | 3.°  | 4.°  | 4.°  | 3.°  | 3.°  | 3.°  | 3.°  | 3.°  |
| Sarmiento (R)                 | 3.°  | 3.°  | 2.°  | 2.°  | 2.°  | 2.°  | 2.°  | 2.°  | 2.°  | 1.°  | 2.°  | 2.°  | 2.°  | 2.°  | 2.°  | 2.°  | 2.°  |
| Sportivo Belgrano             | 10.° | 9.°  | 10.° | 9.°  | 9.°  | 9.°  | 9.°  | 7.°  | 7.°  | 7.°  | 7.°  | 8.°  | 8.°  | 8.°  | 8.°  | 7.°  | 7.°  |
| Sportivo Las Parejas          | 6.°  | 7.°  | 6.°  | 8.°  | 7.°  | 7.°  | 8.°  | 9.°  | 8.°  | 8.°  | 9.°  | 7.°  | 7.°  | 7.°  | 7.°  | 8.°  | 8.°  |
| Unión (S)                     | 12.° | 12.° | 14.° | 14.° | 14.° | 15.° | 14.° | 14.° | 16.° | 15.° | 15.° | 15.° | 15.° | 15.° | 15.° | 13.° | 15.° |

|  |

#### Resultados

##### Primera rueda
| Fecha 1                     | Fecha 1   | Fecha 1                       | Fecha 1              | Fecha 1     | Fecha 1 |
| Local                       | Resultado | Visitante                     | Estadio              | Fecha       | Hora    |
| --------------------------- | --------- | ----------------------------- | -------------------- | ----------- | ------- |
| Sarmiento (R)               | 2 - 0     | Unión (S)                     | Centenario           | 26 de marzo | 19:30   |
| Douglas Haig                | 2 - 0     | Defensores de Pronunciamiento | Miguel Morales       | 27 de marzo | 15:15   |
| Juventud Unida (G)          | 0 - 1     | Crucero del Norte             | De los Eucaliptos    | 27 de marzo | 15:30   |
| Defensores de Belgrano (VR) | 1 - 2     | San Martín (F)                | Salomón Boeseldín    | 27 de marzo | 16:30   |
| Racing (C)                  | 2 - 0     | Atlético Paraná               | Miguel Sancho        | 27 de marzo | 16:30   |
| Boca Unidos                 | 0 - 0     | Juventud Antoniana            | Leoncio Benítez      | 27 de marzo | 16:30   |
| Gimnasia y Esgrima (CdU)    | 2 - 1     | Sportivo Las Parejas          | Manuel y Ramón Núñez | 27 de marzo | 17:00   |
| Sportivo Belgrano           | 0 - 1     | Gimnasia y Tiro (S)           | Oscar Carlos Boero   | 30 de marzo | 21:00   |
| Libre: Central Norte (S)    |           |                               |                      |             |         |

| Fecha 2                       | Fecha 2   | Fecha 2                     | Fecha 2                  | Fecha 2    | Fecha 2 |
| Local                         | Resultado | Visitante                   | Estadio                  | Fecha      | Hora    |
| ----------------------------- | --------- | --------------------------- | ------------------------ | ---------- | ------- |
| Defensores de Pronunciamiento | 1 - 1     | Defensores de Belgrano (VR) | Delio Cardozo            | 3 de abril | 16:00   |
| Gimnasia y Tiro (S)           | 0 - 1     | Sarmiento (R)               | Gigante del Norte        | 3 de abril | 16:00   |
| San Martín (F)                | 2 - 2     | Central Norte (S)           | 17 de Octubre            | 3 de abril | 16:15   |
| Juventud Antoniana            | 1 - 0     | Juventud Unida (G)          | Padre Ernesto Martearena | 3 de abril | 16:30   |
| Crucero del Norte             | 2 - 0     | Gimnasia y Esgrima (CdU)    | Andrés Guacurarí         | 3 de abril | 17:00   |
| Unión (S)                     | 1 - 2     | Douglas Haig                | De la Avenida            | 3 de abril | 17:00   |
| Sportivo Las Parejas          | 0 - 0     | Racing (C)                  | 4 de Septiembre          | 3 de abril | 18:00   |
| Atlético Paraná               | 0 - 1     | Sportivo Belgrano           | Pedro Mutio              | 3 de abril | 19:00   |
| Libre: Boca Unidos            |           |                             |                          |            |         |

| Fecha 3                     | Fecha 3   | Fecha 3                       | Fecha 3                  | Fecha 3     | Fecha 3 |
| Local                       | Resultado | Visitante                     | Estadio                  | Fecha       | Hora    |
| --------------------------- | --------- | ----------------------------- | ------------------------ | ----------- | ------- |
| Sarmiento (R)               | 0 - 0     | Atlético Paraná               | Centenario               | 9 de abril  | 19:30   |
| Racing (C)                  | 4 - 1     | Crucero del Norte             | Miguel Sancho            | 9 de abril  | 20:35   |
| Douglas Haig                | 4 - 0     | Gimnasia y Tiro (S)           | Miguel Morales           | 10 de abril | 15:15   |
| Juventud Unida (G)          | 1 - 2     | Boca Unidos                   | De los Eucaliptos        | 10 de abril | 15:30   |
| Defensores de Belgrano (VR) | 0 - 0     | Unión (S)                     | Salomón Boeseldín        | 10 de abril | 16:00   |
| Gimnasia y Esgrima (CdU)    | 1 - 1     | Juventud Antoniana            | Manuel y Ramón Núñez     | 10 de abril | 16:00   |
| Central Norte (S)           | 1 - 0     | Defensores de Pronunciamiento | Padre Ernesto Martearena | 10 de abril | 16:30   |
| Sportivo Belgrano           | 2 - 2     | Sportivo Las Parejas          | Oscar Carlos Boero       | 10 de abril | 16:30   |
| Libre: San Martín (F)       |           |                               |                          |             |         |

| Fecha 4                       | Fecha 4   | Fecha 4                     | Fecha 4                  | Fecha 4     | Fecha 4 |
| Local                         | Resultado | Visitante                   | Estadio                  | Fecha       | Hora    |
| ----------------------------- | --------- | --------------------------- | ------------------------ | ----------- | ------- |
| Crucero del Norte             | 1 - 0     | Sportivo Belgrano           | Andrés Guacurarí         | 16 de abril | 16:00   |
| Defensores de Pronunciamiento | 0 - 1     | San Martín (F)              | Delio Cardozo            | 17 de abril | 15:30   |
| Boca Unidos                   | 0 - 0     | Gimnasia y Esgrima (CdU)    | Leoncio Benítez          | 17 de abril | 15:45   |
| Gimnasia y Tiro (S)           | 2 - 0     | Defensores de Belgrano (VR) | Gigante del Norte        | 17 de abril | 16:00   |
| Unión (S)                     | 0 - 0     | Central Norte (S)           | De la Avenida            | 17 de abril | 16:00   |
| Juventud Antoniana            | 0 - 4     | Racing (C)                  | Padre Ernesto Martearena | 17 de abril | 16:30   |
| Sportivo Las Parejas          | 0 - 1     | Sarmiento (R)               | 4 de Septiembre          | 17 de abril | 16:30   |
| Atlético Paraná               | 1 - 0     | Douglas Haig                | Pedro Mutio              | 17 de abril | 19:00   |
| Libre: Juventud Unida (G)     |           |                             |                          |             |         |

| Fecha 5                              | Fecha 5   | Fecha 5              | Fecha 5                  | Fecha 5     | Fecha 5 |
| Local                                | Resultado | Visitante            | Estadio                  | Fecha       | Hora    |
| ------------------------------------ | --------- | -------------------- | ------------------------ | ----------- | ------- |
| Douglas Haig                         | 1 - 2     | Sportivo Las Parejas | Miguel Morales           | 24 de abril | 15:00   |
| Gimnasia y Esgrima (CdU)             | 2 - 0     | Juventud Unida (G)   | Manuel y Ramón Núñez     | 24 de abril | 15:30   |
| San Martín (F)                       | 2 - 0     | Unión (S)            | 17 de Octubre            | 24 de abril | 16:00   |
| Defensores de Belgrano (VR)          | 4 - 1     | Atlético Paraná      | Salomón Boeseldín        | 24 de abril | 16:00   |
| Central Norte (S)                    | 0 - 0     | Gimnasia y Tiro (S)  | Padre Ernesto Martearena | 24 de abril | 16:30   |
| Sportivo Belgrano                    | 0 - 1     | Juventud Antoniana   | Oscar Carlos Boero       | 24 de abril | 16:30   |
| Sarmiento (R)                        | 1 - 1     | Crucero del Norte    | Centenario               | 24 de abril | 19:00   |
| Racing (C)                           | 2 - 0     | Boca Unidos          | Mario Alberto Kempes     | 24 de abril | 19:30   |
| Libre: Defensores de Pronunciamiento |           |                      |                          |             |         |

| Fecha 6                         | Fecha 6   | Fecha 6                       | Fecha 6                  | Fecha 6     | Fecha 6 |
| Local                           | Resultado | Visitante                     | Estadio                  | Fecha       | Hora    |
| ------------------------------- | --------- | ----------------------------- | ------------------------ | ----------- | ------- |
| Juventud Antoniana              | 0 - 3     | Sarmiento (R)                 | Padre Ernesto Martearena | 29 de abril |         |
| Juventud Unida (G)              | 0 - 3     | Racing (C)                    | De los Eucaliptos        | 30 de abril | 14:30   |
| Crucero del Norte               | 2 - 1     | Douglas Haig                  | Andrés Guacurarí         | 30 de abril | 15:00   |
| Sportivo Las Parejas            | 1 - 0     | Defensores de Belgrano (VR)   | 4 de Septiembre          | 30 de abril | 15:00   |
| Gimnasia y Tiro (S)             | 0 - 2     | San Martín (F)                | Gigante del Norte        | 30 de abril | 16:00   |
| Unión (S)                       | 2 - 0     | Defensores de Pronunciamiento | De la Avenida            | 30 de abril | 17:00   |
| Atlético Paraná                 | 0 - 1     | Central Norte (S)             | Pedro Mutio              | 30 de abril | 19:00   |
| Boca Unidos                     | 2 - 3     | Sportivo Belgrano             | Leoncio Benítez          | 30 de abril | 21:00   |
| Libre: Gimnasia y Esgrima (CdU) |           |                               |                          |             |         |

| Fecha 7                       | Fecha 7   | Fecha 7                  | Fecha 7                  | Fecha 7   | Fecha 7 |
| Local                         | Resultado | Visitante                | Estadio                  | Fecha     | Hora    |
| ----------------------------- | --------- | ------------------------ | ------------------------ | --------- | ------- |
| Defensores de Belgrano (VR)   | 1 - 2     | Crucero del Norte        | Salomón Boeseldín        | 6 de mayo | 20:00   |
| Sarmiento (R)                 | 0 - 0     | Boca Unidos              | Centenario               | 6 de mayo | 20:30   |
| Racing (C)                    | 1 - 0     | Gimnasia y Esgrima (CdU) | Miguel Sancho            | 6 de mayo | 20:30   |
| Sportivo Belgrano             | 2 - 0     | Juventud Unida (G)       | Oscar Carlos Boero       | 6 de mayo | 21:00   |
| Central Norte (S)             | 3 - 1     | Sportivo Las Parejas     | Padre Ernesto Martearena | 6 de mayo | 21:30   |
| Douglas Haig                  | 1 - 0     | Juventud Antoniana       | Miguel Morales           | 7 de mayo | 13:45   |
| Defensores de Pronunciamiento | 0 - 1     | Gimnasia y Tiro (S)      | Delio Cardozo            | 7 de mayo | 15:30   |
| San Martín (F)                | 1 - 1     | Atlético Paraná          | 17 de Octubre            | 7 de mayo | 16:00   |
| Libre: Unión (S)              |           |                          |                          |           |         |

| Fecha 8                  | Fecha 8   | Fecha 8                       | Fecha 8                  | Fecha 8    | Fecha 8 |
| Local                    | Resultado | Visitante                     | Estadio                  | Fecha      | Hora    |
| ------------------------ | --------- | ----------------------------- | ------------------------ | ---------- | ------- |
| Crucero del Norte        | 0 - 2     | Central Norte (S)             | Andrés Guacurarí         | 11 de mayo | 14:00   |
| Juventud Unida (G)       | 1 - 0     | Sarmiento (R)                 | De los Eucaliptos        | 11 de mayo | 14:30   |
| Atlético Paraná          | 2 - 3     | Defensores de Pronunciamiento | Pedro Mutio              | 11 de mayo | 15:30   |
| Sportivo Las Parejas     | 2 - 1     | San Martín (F)                | 4 de Septiembre          | 11 de mayo | 20:15   |
| Boca Unidos              | 1 - 0     | Douglas Haig                  | Leoncio Benítez          | 11 de mayo | 20:30   |
| Gimnasia y Esgrima (CdU) | 3 - 0     | Sportivo Belgrano             | Manuel y Ramón Núñez     | 11 de mayo | 20:45   |
| Gimnasia y Tiro (S)      | 2 - 1     | Unión (S)                     | Gigante del Norte        | 11 de mayo | 21:30   |
| Juventud Antoniana       | 0 - 0     | Defensores de Belgrano (VR)   | Padre Ernesto Martearena | 11 de mayo | 22:00   |
| Libre: Racing (C)        |           |                               |                          |            |         |

| Fecha 9                       | Fecha 9   | Fecha 9                  | Fecha 9                  | Fecha 9    | Fecha 9 |
| Local                         | Resultado | Visitante                | Estadio                  | Fecha      | Hora    |
| ----------------------------- | --------- | ------------------------ | ------------------------ | ---------- | ------- |
| Douglas Haig                  | 3 - 2     | Juventud Unida (G)       | Miguel Morales           | 15 de mayo | 15:15   |
| Unión (S)                     | 1 - 0     | Atlético Paraná          | De la Avenida            | 15 de mayo | 15:30   |
| Defensores de Pronunciamiento | 2 - 1     | Sportivo Las Parejas     | Delio Cardozo            | 15 de mayo | 15:30   |
| Sarmiento (R)                 | 0 - 0     | Gimnasia y Esgrima (CdU) | Centenario               | 15 de mayo | 15:30   |
| San Martín (F)                | 1 - 1     | Crucero del Norte        | 17 de Octubre            | 15 de mayo | 16:00   |
| Defensores de Belgrano (VR)   | 0 - 1     | Boca Unidos              | Salomón Boeseldín        | 15 de mayo | 16:00   |
| Sportivo Belgrano             | 0 - 0     | Racing (C)               | Oscar Carlos Boero       | 15 de mayo | 16:30   |
| Central Norte (S)             | 1 - 0     | Juventud Antoniana       | Padre Ernesto Martearena | 15 de mayo | 17:00   |
| Libre: Gimnasia y Tiro (S)    |           |                          |                          |            |         |

| Fecha 10                 | Fecha 10  | Fecha 10                      | Fecha 10                 | Fecha 10   | Fecha 10 |
| Local                    | Resultado | Visitante                     | Estadio                  | Fecha      | Hora     |
| ------------------------ | --------- | ----------------------------- | ------------------------ | ---------- | -------- |
| Crucero del Norte        | 0 - 0     | Defensores de Pronunciamiento | Andrés Guacurarí         | 21 de mayo | 16:00    |
| Boca Unidos              | 3 - 3     | Central Norte (S)             | Leoncio Benítez          | 22 de mayo | 11:00    |
| Sportivo Las Parejas     | 3 - 1     | Unión (S)                     | 4 de Septiembre          | 22 de mayo | 11:00    |
| Juventud Unida (G)       | 1 - 2     | Defensores de Belgrano (VR)   | De los Eucaliptos        | 22 de mayo | 14:00    |
| Atlético Paraná          | 0 - 0     | Gimnasia y Tiro (S)           | Pedro Mutio              | 22 de mayo | 15:00    |
| Gimnasia y Esgrima (CdU) | 0 - 3     | Douglas Haig                  | Manuel y Ramón Núñez     | 22 de mayo | 15:30    |
| Juventud Antoniana       | 2 - 1     | San Martín (F)                | Padre Ernesto Martearena | 22 de mayo | 19:00    |
| Racing (C)               | 1 - 1     | Sarmiento (R)                 | Miguel Sancho            | 23 de mayo | 20:30    |
| Libre: Sportivo Belgrano |           |                               |                          |            |          |

| Fecha 11                      | Fecha 11  | Fecha 11                 | Fecha 11                 | Fecha 11   | Fecha 11 |
| Local                         | Resultado | Visitante                | Estadio                  | Fecha      | Hora     |
| ----------------------------- | --------- | ------------------------ | ------------------------ | ---------- | -------- |
| Douglas Haig                  | 0 - 0     | Racing (C)               | Miguel Morales           | 29 de mayo | 13:30    |
| Defensores de Belgrano (VR)   | 3 - 1     | Gimnasia y Esgrima (CdU) | Salomón Boeseldín        | 29 de mayo | 15:00    |
| Defensores de Pronunciamiento | 1 - 0     | Juventud Antoniana       | Delio Cardozo            | 29 de mayo | 15:30    |
| Sarmiento (R)                 | 2 - 0     | Sportivo Belgrano        | Centenario               | 29 de mayo | 15:30    |
| Gimnasia y Tiro (S)           | 0 - 1     | Sportivo Las Parejas     | Gigante del Norte        | 29 de mayo | 16:00    |
| San Martín (F)                | 3 - 0     | Boca Unidos              | 17 de Octubre            | 29 de mayo | 16:00    |
| Unión (S)                     | 2 - 2     | Crucero del Norte        | De la Avenida            | 29 de mayo | 16:30    |
| Central Norte (S)             | 4 - 1     | Juventud Unida (G)       | Padre Ernesto Martearena | 29 de mayo | 18:00    |
| Libre: Atlético Paraná        |           |                          |                          |            |          |

| Fecha 12                 | Fecha 12  | Fecha 12                      | Fecha 12                 | Fecha 12   | Fecha 12 |
| Local                    | Resultado | Visitante                     | Estadio                  | Fecha      | Hora     |
| ------------------------ | --------- | ----------------------------- | ------------------------ | ---------- | -------- |
| Crucero del Norte        | 2 - 1     | Gimnasia y Tiro (S)           | Andrés Guacurarí         | 4 de junio | 15:30    |
| Juventud Unida (G)       | 1 - 0     | San Martín (F)                | De los Eucaliptos        | 5 de junio | 11:00    |
| Juventud Antoniana       | 1 - 2     | Unión (S)                     | Padre Ernesto Martearena | 5 de junio | 11:00    |
| Sportivo Las Parejas     | 0 - 0     | Atlético Paraná               | 4 de Septiembre          | 5 de junio | 11:00    |
| Boca Unidos              | 0 - 0     | Defensores de Pronunciamiento | Leoncio Benítez          | 5 de junio | 11:15    |
| Sportivo Belgrano        | 0 - 0     | Douglas Haig                  | Oscar Carlos Boero       | 5 de junio | 11:30    |
| Racing (C)               | 2 - 1     | Defensores de Belgrano (VR)   | Miguel Sancho            | 5 de junio | 17:30    |
| Gimnasia y Esgrima (CdU) | 0 - 0     | Central Norte (S)             | Manuel y Ramón Núñez     | 5 de junio | 17:30    |
| Libre: Sarmiento (R)     |           |                               |                          |            |          |

| Fecha 13                      | Fecha 13  | Fecha 13                 | Fecha 13                 | Fecha 13    | Fecha 13 |
| Local                         | Resultado | Visitante                | Estadio                  | Fecha       | Hora     |
| ----------------------------- | --------- | ------------------------ | ------------------------ | ----------- | -------- |
| Defensores de Pronunciamiento | 1 - 1     | Juventud Unida (G)       | Delio Cardozo            | 11 de junio | 15:00    |
| Central Norte (S)             | 0 - 1     | Racing (C)               | Padre Ernesto Martearena | 11 de junio | 21:00    |
| Douglas Haig                  | 0 - 0     | Sarmiento (R)            | Miguel Morales           | 12 de junio | 15:30    |
| Unión (S)                     | 2 - 1     | Boca Unidos              | De la Avenida            | 12 de junio | 15:30    |
| Defensores de Belgrano (VR)   | 0 - 2     | Sportivo Belgrano        | Salomón Boeseldín        | 12 de junio | 15:30    |
| Atlético Paraná               | 4 - 0     | Crucero del Norte        | Pedro Mutio              | 12 de junio | 16:00    |
| Gimnasia y Tiro (S)           | 2 - 0     | Juventud Antoniana       | Gigante del Norte        | 12 de junio | 16:00    |
| San Martín (F)                | 3 - 0     | Gimnasia y Esgrima (CdU) | 17 de Octubre            | 12 de junio | 16:00    |
| Libre: Sportivo Las Parejas   |           |                          |                          |             |          |

| Fecha 14                 | Fecha 14  | Fecha 14                      | Fecha 14                 | Fecha 14    | Fecha 14 |
| Local                    | Resultado | Visitante                     | Estadio                  | Fecha       | Hora     |
| ------------------------ | --------- | ----------------------------- | ------------------------ | ----------- | -------- |
| Boca Unidos              | 0 - 2     | Gimnasia y Tiro (S)           | Leoncio Benítez          | 17 de junio | 15:30    |
| Sarmiento (R)            | 3 - 1     | Defensores de Belgrano (VR)   | Centenario               | 17 de junio | 15:30    |
| Juventud Unida (G)       | 2 - 1     | Unión (S)                     | De los Eucaliptos        | 17 de junio | 15:45    |
| Gimnasia y Esgrima (CdU) | 4 - 1     | Defensores de Pronunciamiento | Manuel y Ramón Núñez     | 18 de junio | 15:00    |
| Sportivo Belgrano        | 0 - 1     | Central Norte (S)             | Oscar Carlos Boero       | 18 de junio | 15:30    |
| Crucero del Norte        | 0 - 2     | Sportivo Las Parejas          | Andrés Guacurarí         | 18 de junio | 15:30    |
| Juventud Antoniana       | 1 - 1     | Atlético Paraná               | Padre Ernesto Martearena | 18 de junio | 21:00    |
| Racing (C)               | 4 - 1     | San Martín (F)                | Miguel Sancho            | 19 de junio | 15:30    |
| Libre: Douglas Haig      |           |                               |                          |             |          |

| Fecha 15                      | Fecha 15  | Fecha 15                 | Fecha 15                 | Fecha 15    | Fecha 15 |
| Local                         | Resultado | Visitante                | Estadio                  | Fecha       | Hora     |
| ----------------------------- | --------- | ------------------------ | ------------------------ | ----------- | -------- |
| Atlético Paraná               | 0 - 0     | Boca Unidos              | Pedro Mutio              | 22 de junio | 16:00    |
| Sportivo Las Parejas          | 1 - 0     | Juventud Antoniana       | 4 de Septiembre          | 22 de junio | 19:30    |
| Unión (S)                     | 1 - 2     | Gimnasia y Esgrima (CdU) | De la Avenida            | 22 de junio | 20:00    |
| Defensores de Belgrano (VR)   | 0 - 1     | Douglas Haig             | Salomón Boeseldín        | 22 de junio | 20:30    |
| Gimnasia y Tiro (S)           | 2 - 0     | Juventud Unida (G)       | Gigante del Norte        | 22 de junio | 21:30    |
| Defensores de Pronunciamiento | 0 - 0     | Racing (C)               | Delio Cardozo            | 23 de junio | 14:00    |
| San Martín (F)                | 4 - 2     | Sportivo Belgrano        | 17 de Octubre            | 23 de junio | 16:00    |
| Central Norte (S)             | 2 - 0     | Sarmiento (R)            | Padre Ernesto Martearena | 23 de junio | 22:00    |
| Libre: Crucero del Norte      |           |                          |                          |             |          |

| Fecha 16                           | Fecha 16  | Fecha 16                      | Fecha 16                 | Fecha 16    | Fecha 16 |
| Local                              | Resultado | Visitante                     | Estadio                  | Fecha       | Hora     |
| ---------------------------------- | --------- | ----------------------------- | ------------------------ | ----------- | -------- |
| Juventud Unida (G)                 | 4 - 1     | Atlético Paraná               | De los Eucaliptos        | 26 de junio | 11:00    |
| Gimnasia y Esgrima (CdU)           | 0 - 0     | Gimnasia y Tiro (S)           | Manuel y Ramón Núñez     | 26 de junio | 15:00    |
| Boca Unidos                        | 0 - 0     | Sportivo Las Parejas          | Leoncio Benítez          | 26 de junio | 15:30    |
| Juventud Antoniana                 | 2 - 1     | Crucero del Norte             | Padre Ernesto Martearena | 26 de junio | 16:30    |
| Douglas Haig                       | 2 - 2     | Central Norte (S)             | Miguel Morales           | 27 de junio | 13:45    |
| Sarmiento (R)                      | 3 - 2     | San Martín (F)                | Centenario               | 27 de junio | 15:00    |
| Sportivo Belgrano                  | 5 - 1     | Defensores de Pronunciamiento | Oscar Carlos Boero       | 27 de junio | 20:30    |
| Racing (C)                         | 4 - 0     | Unión (S)                     | Miguel Sancho            | 27 de junio | 20:30    |
| Libre: Defensores de Belgrano (VR) |           |                               |                          |             |          |

| Fecha 17                      | Fecha 17  | Fecha 17                    | Fecha 17                 | Fecha 17   | Fecha 17 |
| Local                         | Resultado | Visitante                   | Estadio                  | Fecha      | Hora     |
| ----------------------------- | --------- | --------------------------- | ------------------------ | ---------- | -------- |
| Atlético Paraná               | 1 - 2     | Gimnasia y Esgrima (CdU)    | Pedro Mutio              | 2 de julio | 15:15    |
| Crucero del Norte             | 0 - 0     | Boca Unidos                 | Andrés Guacurarí         | 2 de julio | 15:30    |
| Defensores de Pronunciamiento | 1 - 1     | Sarmiento (R)               | Delio Cardozo            | 3 de julio | 15:00    |
| Gimnasia y Tiro (S)           | 1 - 1     | Racing (C)                  | Gigante del Norte        | 3 de julio | 16:00    |
| San Martín (F)                | 1 - 1     | Douglas Haig                | 17 de Octubre            | 3 de julio | 16:00    |
| Sportivo Las Parejas          | 3 - 0     | Juventud Unida (G)          | 4 de Septiembre          | 3 de julio | 16:30    |
| Unión (S)                     | 3 - 1     | Sportivo Belgrano           | De la Avenida            | 3 de julio | 16:30    |
| Central Norte (S)             | 2 - 0     | Defensores de Belgrano (VR) | Padre Ernesto Martearena | 3 de julio | 17:00    |
| Libre: Juventud Antoniana     |           |                             |                          |            |          |

##### Segunda rueda
| Fecha 18                      | Fecha 18  | Fecha 18                    | Fecha 18                 | Fecha 18    | Fecha 18 |
| Local                         | Resultado | Visitante                   | Estadio                  | Fecha       | Hora     |
| ----------------------------- | --------- | --------------------------- | ------------------------ | ----------- | -------- |
| Sportivo Las Parejas          | 1 - 3     | Gimnasia y Esgrima (CdU)    | 4 de Septiembre          | 9 de julio  | 15:00    |
| Crucero del Norte             | 0 - 0     | Juventud Unida (G)          | Andrés Guacurarí         | 9 de julio  | 15:30    |
| Defensores de Pronunciamiento | 0 - 3     | Douglas Haig                | Delio Cardozo            | 10 de julio | 11:00    |
| Unión (S)                     | 0 - 1     | Sarmiento (R)               | De la Avenida            | 10 de julio | 15:00    |
| San Martín (F)                | 1 - 0     | Defensores de Belgrano (VR) | 17 de Octubre            | 10 de julio | 16:00    |
| Atlético Paraná               | 2 - 2     | Racing (C)                  | Pedro Mutio              | 10 de julio | 16:00    |
| Gimnasia y Tiro (S)           | 0 - 3     | Sportivo Belgrano           | Gigante del Norte        | 10 de julio | 16:00    |
| Juventud Antoniana            | 2 - 1     | Boca Unidos                 | Padre Ernesto Martearena | 11 de julio | 22:00    |
| Libre: Central Norte (S)      |           |                             |                          |             |          |

| Fecha 19                    | Fecha 19  | Fecha 19                      | Fecha 19                 | Fecha 19    | Fecha 19 |
| Local                       | Resultado | Visitante                     | Estadio                  | Fecha       | Hora     |
| --------------------------- | --------- | ----------------------------- | ------------------------ | ----------- | -------- |
| Gimnasia y Esgrima (CdU)    | 1 - 0     | Crucero del Norte             | Manuel y Ramón Núñez     | 15 de julio | 20:30    |
| Sportivo Belgrano           | 4 - 1     | Atlético Paraná               | Oscar Carlos Boero       | 15 de julio | 20:30    |
| Racing (C)                  | 2 - 1     | Sportivo Las Parejas          | Miguel Sancho            | 15 de julio | 21:00    |
| Juventud Unida (G)          | 2 - 2     | Juventud Antoniana            | De los Eucaliptos        | 16 de julio | 14:30    |
| Douglas Haig                | 3 - 1     | Unión (S)                     | Miguel Morales           | 16 de julio | 14:30    |
| Defensores de Belgrano (VR) | 1 - 0     | Defensores de Pronunciamiento | Salomón Boeseldín        | 16 de julio | 15:00    |
| Sarmiento (R)               | 2 - 0     | Gimnasia y Tiro (S)           | Centenario               | 16 de julio | 16:00    |
| Central Norte (S)           | 3 - 3     | San Martín (F)                | Padre Ernesto Martearena | 16 de julio | 22:00    |
| Libre: Boca Unidos          |           |                               |                          |             |          |

| Fecha 20                      | Fecha 20  | Fecha 20                    | Fecha 20                 | Fecha 20    | Fecha 20 |
| Local                         | Resultado | Visitante                   | Estadio                  | Fecha       | Hora     |
| ----------------------------- | --------- | --------------------------- | ------------------------ | ----------- | -------- |
| Crucero del Norte             | 1 - 0     | Racing (C)                  | Andrés Guacurarí         | 20 de julio | 14:00    |
| Defensores de Pronunciamiento | 1 - 1     | Central Norte (S)           | Delio Cardozo            | 20 de julio | 14:00    |
| Unión (S)                     | 1 - 2     | Defensores de Belgrano (VR) | De la Avenida            | 20 de julio | 15:00    |
| Boca Unidos                   | 4 - 0     | Juventud Unida (G)          | Leoncio Benítez          | 20 de julio | 15:00    |
| Atlético Paraná               | 0 - 4     | Sarmiento (R)               | Pedro Mutio              | 20 de julio | 19:00    |
| Sportivo Las Parejas          | 0 - 0     | Sportivo Belgrano           | 4 de Septiembre          | 20 de julio | 20:00    |
| Gimnasia y Tiro (S)           | 4 - 3     | Douglas Haig                | Gigante del Norte        | 20 de julio | 21:30    |
| Juventud Antoniana            | 1 - 0     | Gimnasia y Esgrima (CdU)    | Padre Ernesto Martearena | 20 de julio | 22:00    |
| Libre: San Martín (F)         |           |                             |                          |             |          |

| Fecha 21                    | Fecha 21  | Fecha 21                      | Fecha 21                 | Fecha 21    | Fecha 21 |
| Local                       | Resultado | Visitante                     | Estadio                  | Fecha       | Hora     |
| --------------------------- | --------- | ----------------------------- | ------------------------ | ----------- | -------- |
| Sportivo Belgrano           | 1 - 0     | Crucero del Norte             | Oscar Carlos Boero       | 24 de julio | 11:00    |
| Douglas Haig                | 1 - 2     | Atlético Paraná               | Miguel Morales           | 24 de julio | 15:00    |
| Sarmiento (R)               | 1 - 1     | Sportivo Las Parejas          | Centenario               | 24 de julio | 15:00    |
| Defensores de Belgrano (VR) | 0 - 1     | Gimnasia y Tiro (S)           | Salomón Boeseldín        | 24 de julio | 15:30    |
| Gimnasia y Esgrima (CdU)    | 1 - 0     | Boca Unidos                   | Manuel y Ramón Núñez     | 24 de julio | 15:30    |
| San Martín (F)              | 2 - 0     | Defensores de Pronunciamiento | 17 de Octubre            | 24 de julio | 16:00    |
| Racing (C)                  | 2 - 1     | Juventud Antoniana            | Miguel Sancho            | 24 de julio | 17:00    |
| Central Norte (S)           | 3 - 2     | Unión (S)                     | Padre Ernesto Martearena | 25 de julio | 22:00    |
| Libre: Juventud Unida (G)   |           |                               |                          |             |          |

| Fecha 22                             | Fecha 22  | Fecha 22                    | Fecha 22                    | Fecha 22    | Fecha 22 |
| Local                                | Resultado | Visitante                   | Estadio                     | Fecha       | Hora     |
| ------------------------------------ | --------- | --------------------------- | --------------------------- | ----------- | -------- |
| Crucero del Norte                    | 0 - 3     | Sarmiento (R)               | Comandante Andrés Guacurarí | 30 de julio | 15:00    |
| Atlético Paraná                      | 0 - 1     | Defensores de Belgrano (VR) | Pedro Mutio                 | 30 de julio | 19:00    |
| Juventud Unida (G)                   | 0 - 3     | Gimnasia y Esgrima (CdU)    | De los Eucaliptos           | 31 de julio | 11:00    |
| Sportivo Las Parejas                 | 1 - 0     | Douglas Haig                | 4 de Septiembre             | 31 de julio | 15:00    |
| Unión (S)                            | 0 - 3     | San Martín (F)              | De la Avenida               | 31 de julio | 15:00    |
| Boca Unidos                          | 1 - 1     | Racing (C)                  | Leoncio Benítez             | 31 de julio | 16:00    |
| Gimnasia y Tiro (S)                  | 2 - 1     | Central Norte (S)           | El Gigante del Norte        | 31 de julio | 16:05    |
| Juventud Antoniana                   | 3 - 1     | Sportivo Belgrano           | Padre Ernesto Martearena    | 31 de julio | 19:30    |
| Libre: Defensores de Pronunciamiento |           |                             |                             |             |          |

| Fecha 23                        | Fecha 23  | Fecha 23             | Fecha 23                 | Fecha 23    | Fecha 23 |
| Local                           | Resultado | Visitante            | Estadio                  | Fecha       | Hora     |
| ------------------------------- | --------- | -------------------- | ------------------------ | ----------- | -------- |
| Sarmiento (R)                   | 2 - 1     | Juventud Antoniana   | Centenario               | 5 de agosto | 15:45    |
| Central Norte (S)               | 0 - 1     | Atlético Paraná      | Padre Ernesto Martearena | 5 de agosto | 21:30    |
| San Martín (F)                  | 4 - 0     | Gimnasia y Tiro (S)  | 17 de Octubre            | 6 de agosto | 15:00    |
| Defensores de Pronunciamiento   | 1 - 1     | Unión (S)            | Delio Cardozo            | 7 de agosto | 11:00    |
| Sportivo Belgrano               | 2 - 1     | Boca Unidos          | Oscar Carlos Boero       | 7 de agosto | 15:00    |
| Douglas Haig                    | 2 - 0     | Crucero del Norte    | Miguel Morales           | 7 de agosto | 15:15    |
| Defensores de Belgrano (VR)     | 0 - 0     | Sportivo Las Parejas | Salomón Boeseldín        | 7 de agosto | 15:30    |
| Racing (C)                      | 4 - 1     | Juventud Unida (G)   | Miguel Sancho            | 7 de agosto | 16:00    |
| Libre: Gimnasia y Esgrima (CdU) |           |                      |                          |             |          |

| Fecha 24                 | Fecha 24  | Fecha 24                      | Fecha 24                    | Fecha 24     | Fecha 24 |
| Local                    | Resultado | Visitante                     | Estadio                     | Fecha        | Hora     |
| ------------------------ | --------- | ----------------------------- | --------------------------- | ------------ | -------- |
| Juventud Unida (G)       | 1 - 1     | Sportivo Belgrano             | De los Eucaliptos           | 13 de agosto | 14:30    |
| Crucero del Norte        | 1 - 1     | Defensores de Belgrano (VR)   | Comandante Andrés Guacurarí | 13 de agosto | 15:00    |
| Boca Unidos              | 1 - 3     | Sarmiento (R)                 | Leoncio Benítez             | 13 de agosto | 16:00    |
| Gimnasia y Esgrima (CdU) | 0 - 2     | Racing (C)                    | Manuel y Ramón Núñez        | 14 de agosto | 15:30    |
| Gimnasia y Tiro (S)      | 1 - 0     | Defensores de Pronunciamiento | El Gigante del Norte        | 14 de agosto | 16:00    |
| Sportivo Las Parejas     | 0 - 1     | Central Norte (S)             | 4 de Septiembre             | 14 de agosto | 16:00    |
| Atlético Paraná          | 0 - 1     | San Martín (F)                | Pedro Mutio                 | 14 de agosto | 18:00    |
| Juventud Antoniana       | 1 - 1     | Douglas Haig                  | Padre Ernesto Martearena    | 14 de agosto | 20:00    |
| Libre: Unión (S)         |           |                               |                             |              |          |

| Fecha 25                      | Fecha 25  | Fecha 25                 | Fecha 25                 | Fecha 25     | Fecha 25 |
| Local                         | Resultado | Visitante                | Estadio                  | Fecha        | Hora     |
| ----------------------------- | --------- | ------------------------ | ------------------------ | ------------ | -------- |
| Defensores de Pronunciamiento | 2 - 0     | Atlético Paraná          | Delio Cardozo            | 20 de agosto | 14:00    |
| Douglas Haig                  | 1 - 1     | Boca Unidos              | Miguel Morales           | 20 de agosto | 15:00    |
| Sportivo Belgrano             | 3 - 1     | Gimnasia y Esgrima (CdU) | Oscar Carlos Boero       | 20 de agosto | 15:00    |
| Defensores de Belgrano (VR)   | 2 - 3     | Juventud Antoniana       | Salomón Boeseldín        | 20 de agosto | 15:30    |
| Sarmiento (R)                 | 2 - 1     | Juventud Unida (G)       | Centenario               | 20 de agosto | 16:00    |
| San Martín (F)                | 4 - 2     | Sportivo Las Parejas     | 17 de Octubre            | 20 de agosto | 16:00    |
| Unión (S)                     | 0 - 0     | Gimnasia y Tiro (S)      | De la Avenida            | 20 de agosto | 20:00    |
| Central Norte (S)             | 2 - 0     | Crucero del Norte        | Padre Ernesto Martearena | 20 de agosto | 22:00    |
| Libre: Racing (C)             |           |                          |                          |              |          |

| Fecha 26                   | Fecha 26  | Fecha 26                      | Fecha 26                    | Fecha 26     | Fecha 26 |
| Local                      | Resultado | Visitante                     | Estadio                     | Fecha        | Hora     |
| -------------------------- | --------- | ----------------------------- | --------------------------- | ------------ | -------- |
| Juventud Unida (G)         | 3 - 0     | Douglas Haig                  | De los Eucaliptos           | 24 de agosto | 14:30    |
| Crucero del Norte          | 1 - 0     | San Martín (F)                | Comandante Andrés Guacurarí | 24 de agosto | 15:30    |
| Boca Unidos                | 4 - 1     | Defensores de Belgrano (VR)   | Leoncio Benítez             | 24 de agosto | 16:00    |
| Atlético Paraná            | 2 - 1     | Unión (S)                     | Pedro Mutio                 | 24 de agosto | 19:00    |
| Sportivo Las Parejas       | 0 - 0     | Defensores de Pronunciamiento | 4 de Septiembre             | 24 de agosto | 20:00    |
| Gimmasia y Esgrima (CdU)   | 0 - 1     | Sarmiento (R)                 | Manuel y Ramón Núñez        | 24 de agosto | 21:00    |
| Racing (C)                 | 2 - 1     | Sportivo Belgrano             | Miguel Sancho               | 24 de agosto | 21:00    |
| Juventud Antoniana         | 1 - 0     | Central Norte (S)             | Padre Ernesto Martearena    | 24 de agosto | 22:15    |
| Libre: Gimnasia y Tiro (S) |           |                               |                             |              |          |

| Fecha 27                      | Fecha 27  | Fecha 27                 | Fecha 27                 | Fecha 27        | Fecha 27 |
| Local                         | Resultado | Visitante                | Estadio                  | Fecha           | Hora     |
| ----------------------------- | --------- | ------------------------ | ------------------------ | --------------- | -------- |
| Unión (S)                     | 2 - 1     | Sportivo Las Parejas     | De la Avenida            | 28 de agosto    | 11:00    |
| San Martín (F)                | 4 - 0     | Juventud Antoniana       | 17 de Octubre            | 28 de agosto    | 14:00    |
| Douglas Haig                  | 2 - 0     | Gimmasia y Esgrima (CdU) | Miguel Morales           | 28 de agosto    | 15:15    |
| Gimnasia y Tiro (S)           | 2 - 0     | Atlético Paraná          | El Gigante del Norte     | 28 de agosto    | 15:30    |
| Defensores de Pronunciamiento | 4 - 0     | Crucero del Norte        | Delio Cardozo            | 28 de agosto    | 15:30    |
| Defensores de Belgrano (VR)   | 1 - 0     | Juventud Unida (G)       | Salomón Boeseldín        | 28 de agosto    | 16:00    |
| Central Norte (S)             | 3 - 1     | Boca Unidos              | Padre Ernesto Martearena | 28 de agosto    | 18:30    |
| Sarmiento (R)                 | 1 - 0     | Racing (C)               | Centenario               | 1 de septiembre | 16:00    |
| Libre: Sportivo Belgrano      |           |                          |                          |                 |          |

| Fecha 28                 | Fecha 28  | Fecha 28                      | Fecha 28                    | Fecha 28        | Fecha 28 |
| Local                    | Resultado | Visitante                     | Estadio                     | Fecha           | Hora     |
| ------------------------ | --------- | ----------------------------- | --------------------------- | --------------- | -------- |
| Crucero del Norte        | 2 - 1     | Unión (S)                     | Comandante Andrés Guacurarí | 2 de septiembre | 16:00    |
| Juventud Unida (G)       | 1 - 2     | Central Norte (S)             | De los Eucaliptos           | 4 de septiembre | 15:30    |
| Boca Unidos              | 1 - 1     | San Martín (F)                | Leoncio Benítez             | 4 de septiembre | 16:00    |
| Gimnasia y Esgrima (CdU) | 1 - 0     | Defensores de Belgrano (VR)   | Manuel y Ramón Núñez        | 4 de septiembre | 16:00    |
| Juventud Antoniana       | 1 - 2     | Defensores de Pronunciamiento | Padre Ernesto Martearena    | 4 de septiembre | 19:00    |
| Sportivo Las Parejas     | 1 - 1     | Gimnasia y Tiro (S)           | 4 de Septiembre             | 4 de septiembre | 20:00    |
| Sportivo Belgrano        | 1 - 0     | Sarmiento (R)                 | Oscar Carlos Boero          | 5 de septiembre | 20:30    |
| Racing (C)               | 3 - 0     | Douglas Haig                  | Miguel Sancho               | 6 de septiembre | 21:00    |
| Libre: Atlético Paraná   |           |                               |                             |                 |          |

| Fecha 29                      | Fecha 29  | Fecha 29                 | Fecha 29                 | Fecha 29         | Fecha 29 |
| Local                         | Resultado | Visitante                | Estadio                  | Fecha            | Hora     |
| ----------------------------- | --------- | ------------------------ | ------------------------ | ---------------- | -------- |
| San Martín (F)                | 2 - 0     | Juventud Unida (G)       | 17 de Octubre            | 10 de septiembre | 16:00    |
| Central Norte (S)             | 3 - 1     | Gimnasia y Esgrima (CdU) | Padre Ernesto Martearena | 10 de septiembre | 22:00    |
| Defensores de Pronunciamiento | 1 - 2     | Boca Unidos              | Delio Cardozo            | 11 de septiembre | 11:00    |
| Gimnasia y Tiro (S)           | 1 - 0     | Crucero del Norte        | El Gigante del Norte     | 11 de septiembre | 11:00    |
| Defensores de Belgrano (VR)   | 0 - 1     | Racing (C)               | Salomón Boeseldín        | 11 de septiembre | 15:00    |
| Unión (S)                     | 1 - 0     | Juventud Antoniana       | De la Avenida            | 11 de septiembre | 15:30    |
| Atlético Paraná               | 1 - 2     | Sportivo Las Parejas     | Pedro Mutio              | 11 de septiembre | 20:00    |
| Douglas Haig                  | 1 - 0     | Sportivo Belgrano        | Miguel Morales           | 12 de septiembre | 14:00    |
| Libre: Sarmiento (R)          |           |                          |                          |                  |          |

| Fecha 30                    | Fecha 30  | Fecha 30                      | Fecha 30                    | Fecha 30         | Fecha 30 |
| Local                       | Resultado | Visitante                     | Estadio                     | Fecha            | Hora     |
| --------------------------- | --------- | ----------------------------- | --------------------------- | ---------------- | -------- |
| Juventud Unida (G)          | 1 - 0     | Defensores de Pronunciamiento | De los Eucaliptos           | 18 de septiembre | 11:00    |
| Crucero del Norte           | 1 - 0     | Atlético Paraná               | Comandante Andrés Guacurarí | 18 de septiembre | 16:00    |
| Boca Unidos                 | 2 - 0     | Unión (S)                     | Leoncio Benítez             | 18 de septiembre | 16:00    |
| Gimnasia y Esgrima (CdU)    | 0 - 2     | San Martín (F)                | Manuel y Ramón Núñez        | 18 de septiembre | 16:00    |
| Sportivo Belgrano           | 0 - 1     | Defensores de Belgrano (VR)   | Oscar Carlos Boero          | 18 de septiembre | 16:00    |
| Racing (C)                  | 1 - 0     | Central Norte (S)             | Miguel Sancho               | 18 de septiembre | 16:30    |
| Sarmiento (R)               | 2 - 1     | Douglas Haig                  | Centenario                  | 19 de septiembre | 21:00    |
| Juventud Antoniana          | 1 - 1     | Gimnasia y Tiro (S)           | Padre Ernesto Martearena    | 21 de septiembre | 22:15    |
| Libre: Sportivo Las Parejas |           |                               |                             |                  |          |

| Fecha 31                      | Fecha 31  | Fecha 31                 | Fecha 31                 | Fecha 31         | Fecha 31 |
| Local                         | Resultado | Visitante                | Estadio                  | Fecha            | Hora     |
| ----------------------------- | --------- | ------------------------ | ------------------------ | ---------------- | -------- |
| Defensores de Pronunciamiento | 3 - 0     | Gimnasia y Esgrima (CdU) | Delio Cardozo            | 25 de septiembre | 15:00    |
| San Martín (F)                | 0 - 0     | Racing (C)               | 17 de Octubre            | 25 de septiembre | 16:00    |
| Defensores de Belgrano (VR)   | 0 - 1     | Sarmiento (R)            | Salomón Boeseldín        | 25 de septiembre | 16:00    |
| Sportivo Las Parejas          | 2 - 0     | Crucero del Norte        | 4 de Septiembre          | 25 de septiembre | 16:00    |
| Gimnasia y Tiro (S)           | 2 - 0     | Boca Unidos              | El Gigante del Norte     | 25 de septiembre | 16:30    |
| Central Norte (S)             | 1 - 1     | Sportivo Belgrano        | Padre Ernesto Martearena | 25 de septiembre | 17:30    |
| Atlético Paraná               | 1 - 3     | Juventud Antoniana       | Pedro Mutio              | 25 de septiembre | 19:00    |
| Unión (S)                     | 2 - 1     | Juventud Unida (G)       | De la Avenida            | 26 de septiembre | 20:00    |
| Libre: Douglas Haig           |           |                          |                          |                  |          |

| Fecha 32                 | Fecha 32  | Fecha 32                      | Fecha 32                 | Fecha 32     | Fecha 32 |
| Local                    | Resultado | Visitante                     | Estadio                  | Fecha        | Hora     |
| ------------------------ | --------- | ----------------------------- | ------------------------ | ------------ | -------- |
| Sarmiento (R)            | 1 - 1     | Central Norte (S)             | Centenario               | 1 de octubre | 21:00    |
| Juventud Unida (G)       | 2 - 2     | Gimnasia y Tiro (S)           | De los Eucaliptos        | 2 de octubre | 11:00    |
| Boca Unidos              | 0 - 0     | Atlético Paraná               | Leoncio Benítez          | 2 de octubre | 16:00    |
| Gimnasia y Esgrima (CdU) | 1 - 0     | Unión (S)                     | Manuel y Ramón Núñez     | 2 de octubre | 16:00    |
| Douglas Haig             | 1 - 0     | Defensores de Belgrano (VR)   | Miguel Morales           | 2 de octubre | 16:00    |
| Racing (C)               | 1 - 0     | Defensores de Pronunciamiento | Miguel Sancho            | 2 de octubre | 16:30    |
| Juventud Antoniana       | 5 - 0     | Sportivo Las Parejas          | Padre Ernesto Martearena | 2 de octubre | 19:00    |
| Sportivo Belgrano        | 2 - 1     | San Martín (F)                | Oscar Carlos Boero       | 3 de octubre | 20:30    |
| Libre: Crucero del Norte |           |                               |                          |              |          |

| Fecha 33                           | Fecha 33  | Fecha 33                 | Fecha 33                    | Fecha 33      | Fecha 33 |
| Local                              | Resultado | Visitante                | Estadio                     | Fecha         | Hora     |
| ---------------------------------- | --------- | ------------------------ | --------------------------- | ------------- | -------- |
| Crucero del Norte                  | 2 - 0     | Juventud Antoniana       | Comandante Andrés Guacurarí | 8 de octubre  | 17:00    |
| Atlético Paraná                    | 2 - 0     | Juventud Unida (G)       | Pedro Mutio                 | 8 de octubre  | 19:00    |
| Defensores de Pronunciamiento      | 0 - 2     | Sportivo Belgrano        | Delio Cardozo               | 9 de octubre  | 16:00    |
| Gimnasia y Tiro (S)                | 3 - 0     | Gimnasia y Esgrima (CdU) | El Gigante del Norte        | 9 de octubre  | 16:00    |
| Sportivo Las Parejas               | 0 - 0     | Boca Unidos              | 4 de Septiembre             | 9 de octubre  | 16:00    |
| San Martín (F)                     | 1 - 0     | Sarmiento (R)            | 17 de Octubre               | 9 de octubre  | 16:30    |
| Central Norte (S)                  | 1 - 1     | Douglas Haig             | Padre Ernesto Martearena    | 9 de octubre  | 18:00    |
| Unión (S)                          | 1 - 1     | Racing (C)               | De la Avenida               | 10 de octubre | 21:00    |
| Libre: Defensores de Belgrano (VR) |           |                          |                             |               |          |

| Fecha 34                    | Fecha 34  | Fecha 34                      | Fecha 34             | Fecha 34      | Fecha 34 |
| Local                       | Resultado | Visitante                     | Estadio              | Fecha         | Hora     |
| --------------------------- | --------- | ----------------------------- | -------------------- | ------------- | -------- |
| Boca Unidos                 | 5 - 0     | Crucero del Norte             | Leoncio Benítez      | 14 de octubre | 16:10    |
| Sarmiento (R)               | 2 - 2     | Defensores de Pronunciamiento | Centenario           | 15 de octubre | 20:00    |
| Juventud Unida (G)          | 0 - 1     | Sportivo Las Parejas          | De los Eucaliptos    | 16 de octubre | 16:00    |
| Gimnasia y Esgrima (CdU)    | 4 - 1     | Atlético Paraná               | Manuel y Ramón Núñez | 16 de octubre | 16:00    |
| Racing (C)                  | 1 - 1     | Gimnasia y Tiro (S)           | Miguel Sancho        | 16 de octubre | 16:00    |
| Sportivo Belgrano           | 1 - 0     | Unión (S)                     | Oscar Carlos Boero   | 16 de octubre | 16:00    |
| Douglas Haig                | 1 - 1     | San Martín (F)                | Miguel Morales       | 16 de octubre | 16:00    |
| Defensores de Belgrano (VR) | 0 - 0     | Central Norte (S)             | Salomón Boeseldín    | 16 de octubre | 16:00    |
| Libre: Juventud Antoniana   |           |                               |                      |               |          |

| 1. |

## Etapa eliminatoria
Los dieciséis equipos clasificados se enfrentaron en cuatro rondas por eliminación directa, a un solo partido. En las primeras tres fases en el estadio de los mejor ubicados en la tabla de ordenamiento, y en la final en cancha neutral. De producirse empate, se dispuso la definición por tiros desde el punto penal. 
El ganador fue campeón y obtuvo el único ascenso a la Primera Nacional.

### Cuadro de desarrollo
|  | Octavos de final   | Octavos de final             | Octavos de final   |                   |       | Cuartos de final   | Cuartos de final   | Cuartos de final   |  |   | Semifinales    | Semifinales    | Semifinales    |  |   | Final           | Final           | Final           |  |
|  | 22 y 23 de octubre | 22 y 23 de octubre           | 22 y 23 de octubre |                   |       | 29 y 30 de octubre | 29 y 30 de octubre | 29 y 30 de octubre |  |   | 6 de noviembre | 6 de noviembre | 6 de noviembre |  |   | 13 de noviembre | 13 de noviembre | 13 de noviembre |  |
|  |                    |                              |                    |                   |       |                    |                    |                    |  |   |                |                |                |  |   |                 |                 |                 |  |
|  |                    |                              |                    |                   |       |                    |                    |                    |  |   |                |                |                |  |   |                 |                 |                 |  |
|  | 2                  | Racing (C)                   | 2                  |                   |       |                    |                    |                    |  |   |                |                |                |  |   |                 |                 |                 |  |
|  | 2                  | Racing (C)                   | 2                  |                   |       |                    |                    |                    |  |   |                |                |                |  |   |                 |                 |                 |  |
|  | 15                 | Sportivo Las Parejas         | 0                  |                   |       |                    |                    |                    |  |   |                |                |                |  |   |                 |                 |                 |  |
|  | 15                 | Sportivo Las Parejas         | 0                  |                   | 2     | Racing (C)         | 1                  |                    |  |   |                |                |                |  |   |                 |                 |                 |  |
|  |                    |                              |                    |                   | 2     | Racing (C)         | 1                  |                    |  |   |                |                |                |  |   |                 |                 |                 |  |
|  |                    |                              | 7                  | Central Norte (S) | 0     |                    |                    |                    |  |   |                |                |                |  |   |                 |                 |                 |  |
|  | 7                  | Central Norte (S)            | 7                  | Central Norte (S) | 0     | 2                  |                    |                    |  |   |                |                |                |  |   |                 |                 |                 |  |
|  | 7                  | Central Norte (S)            |                    |                   |       |                    |                    |                    |  |   |                |                |                |  |   |                 |                 |                 |  |
|  | 10                 | Sol de Mayo                  | 0                  |                   |       |                    |                    |                    |  |   |                |                |                |  |   |                 |                 |                 |  |
|  | 10                 | Sol de Mayo                  | 0                  |                   |       |                    |                    |                    |  | 2 | Racing (C)     | 2              |                |  |   |                 |                 |                 |  |
|  |                    |                              |                    |                   |       |                    |                    |                    |  | 2 | Racing (C)     | 2              |                |  |   |                 |                 |                 |  |
|  |                    |                              | 3                  | Sarmiento (R)     | 0     |                    |                    |                    |  |   |                |                |                |  |   |                 |                 |                 |  |
|  | 3                  | Sarmiento (R)                | 3                  | Sarmiento (R)     | 0     | 1                  |                    |                    |  |   |                |                |                |  |   |                 |                 |                 |  |
|  | 3                  | Sarmiento (R)                |                    |                   |       |                    |                    |                    |  |   |                |                |                |  |   |                 |                 |                 |  |
|  | 14                 | Juventud Unida Universitario | 0                  |                   |       |                    |                    |                    |  |   |                |                |                |  |   |                 |                 |                 |  |
|  | 14                 | Juventud Unida Universitario | 0                  |                   | 3     | Sarmiento (R)      | 0 (5)              |                    |  |   |                |                |                |  |   |                 |                 |                 |  |
|  |                    |                              |                    |                   | 3     | Sarmiento (R)      | 0 (5)              |                    |  |   |                |                |                |  |   |                 |                 |                 |  |
|  |                    |                              | 6                  | Ciudad de Bolívar | 0 (4) |                    |                    |                    |  |   |                |                |                |  |   |                 |                 |                 |  |
|  | 6                  | Ciudad de Bolívar            | 6                  | Ciudad de Bolívar | 0 (4) | 2                  |                    |                    |  |   |                |                |                |  |   |                 |                 |                 |  |
|  | 6                  | Ciudad de Bolívar            |                    |                   |       |                    |                    |                    |  |   |                |                |                |  |   |                 |                 |                 |  |
|  | 11                 | Douglas Haig                 | 0                  |                   |       |                    |                    |                    |  |   |                |                |                |  |   |                 |                 |                 |  |
|  | 11                 | Douglas Haig                 | 0                  |                   |       |                    |                    |                    |  |   |                |                |                |  | 1 | Racing (C)      | 0 (5)           |                 |  |
|  |                    |                              |                    |                   |       |                    |                    |                    |  |   |                |                |                |  | 1 | Racing (C)      | 0 (5)           |                 |  |
|  |                    |                              | 2                  | Villa Mitre       | 0 (4) |                    |                    |                    |  |   |                |                |                |  |   |                 |                 |                 |  |
|  | 1                  | Olimpo                       | 2                  | Villa Mitre       | 0 (4) | 1                  |                    |                    |  |   |                |                |                |  |   |                 |                 |                 |  |
|  | 1                  | Olimpo                       |                    |                   |       |                    |                    |                    |  |   |                |                |                |  |   |                 |                 |                 |  |
|  | 16                 | Sansinena                    | 0                  |                   |       |                    |                    |                    |  |   |                |                |                |  |   |                 |                 |                 |  |
|  | 16                 | Sansinena                    | 0                  |                   | 1     | Olimpo             | 2                  |                    |  |   |                |                |                |  |   |                 |                 |                 |  |
|  |                    |                              |                    |                   | 1     | Olimpo             | 2                  |                    |  |   |                |                |                |  |   |                 |                 |                 |  |
|  |                    |                              | 8                  | Independiente (C) | 1     |                    |                    |                    |  |   |                |                |                |  |   |                 |                 |                 |  |
|  | 8                  | Independiente (C)            | 8                  | Independiente (C) | 1     | 1 (4)              |                    |                    |  |   |                |                |                |  |   |                 |                 |                 |  |
|  | 8                  | Independiente (C)            |                    |                   |       |                    |                    |                    |  |   |                |                |                |  |   |                 |                 |                 |  |
|  | 9                  | Gimnasia y Tiro (S)          | 1 (3)              |                   |       |                    |                    |                    |  |   |                |                |                |  |   |                 |                 |                 |  |
|  | 9                  | Gimnasia y Tiro (S)          | 1 (3)              |                   |       |                    |                    |                    |  | 1 | Olimpo         | 0 (2)          |                |  |   |                 |                 |                 |  |
|  |                    |                              |                    |                   |       |                    |                    |                    |  | 1 | Olimpo         | 0 (2)          |                |  |   |                 |                 |                 |  |
|  |                    |                              | 4                  | Villa Mitre       | 0 (4) |                    |                    |                    |  |   |                |                |                |  |   |                 |                 |                 |  |
|  | 4                  | Villa Mitre                  | 4                  | Villa Mitre       | 0 (4) | 4                  |                    |                    |  |   |                |                |                |  |   |                 |                 |                 |  |
|  | 4                  | Villa Mitre                  |                    |                   |       |                    |                    |                    |  |   |                |                |                |  |   |                 |                 |                 |  |
|  | 13                 | Sportivo Belgrano            | 0                  |                   |       |                    |                    |                    |  |   |                |                |                |  |   |                 |                 |                 |  |
|  | 13                 | Sportivo Belgrano            | 0                  |                   | 4     | Villa Mitre        | 2                  |                    |  |   |                |                |                |  |   |                 |                 |                 |  |
|  |                    |                              |                    |                   | 4     | Villa Mitre        | 2                  |                    |  |   |                |                |                |  |   |                 |                 |                 |  |
|  |                    |                              | 5                  | San Martín (F)    | 0     |                    |                    |                    |  |   |                |                |                |  |   |                 |                 |                 |  |
|  | 5                  | San Martín (F)               | 5                  | San Martín (F)    | 0     | 1 (4)              |                    |                    |  |   |                |                |                |  |   |                 |                 |                 |  |
|  | 5                  | San Martín (F)               |                    |                   |       |                    |                    |                    |  |   |                |                |                |  |   |                 |                 |                 |  |
|  | 12                 | Sportivo Estudiantes (SL)    | 1 (1)              |                   |       |                    |                    |                    |  |   |                |                |                |  |   |                 |                 |                 |  |
|  | 12                 | Sportivo Estudiantes (SL)    | 1 (1)              |                   |       |                    |                    |                    |  |   |                |                |                |  |   |                 |                 |                 |  |
|  |                    |                              |                    |                   |       |                    |                    |                    |  |   |                |                |                |  |   |                 |                 |                 |  |

### Octavos de final
Se enfrentaron los dieciséis equipos provenientes de la etapa clasificatoria. Los emparejamientos se produjeron entre los sucesivos mejor y peor ubicados en la tabla de ordenamiento (1 con 16, 2 con 15, 3 con 14, 4 con 13, 5 con 12, 6 con 11, 7 con 10 y 8 con 9). Los ocho ganadores pasaron a los cuartos de final.

#### Tabla de ordenamiento
Los equipos se ordenaron del 1 al 16, según la posición ocupada en su respectiva zona en la etapa clasificatoria.
| Orden | Equipo                       | Pos. | Ptos | GF | GC | DG |
| ----- | ---------------------------- | ---- | ---- | -- | -- | -- |
| 1     | Olimpo                       | 1.º  | 73   | 53 | 19 | 34 |
| 2     | Racing (C)                   | 1.º  | 68   | 52 | 16 | 36 |
| 3     | Sarmiento (R)                | 2.º  | 64   | 44 | 19 | 25 |
| 4     | Villa Mitre                  | 2.º  | 57   | 42 | 25 | 17 |
| 5     | San Martín (F)               | 3.º  | 59   | 56 | 30 | 26 |
| 6     | Ciudad de Bolívar            | 3.º  | 49   | 30 | 28 | 2  |
| 7     | Central Norte (S)            | 4.º  | 57   | 44 | 25 | 19 |
| 8     | Independiente (C)            | 4.º  | 47   | 33 | 22 | 11 |
| 9     | Gimnasia y Tiro (S)          | 5.º  | 54   | 35 | 30 | 5  |
| 10    | Sol de Mayo                  | 5.º  | 46   | 32 | 26 | 6  |
| 11    | Douglas Haig                 | 6.º  | 48   | 42 | 32 | 10 |
| 12    | Sportivo Estudiantes (SL)    | 6.º  | 46   | 34 | 29 | 5  |
| 13    | Sportivo Belgrano            | 7.º  | 48   | 41 | 34 | 7  |
| 14    | Juventud Unida Universitario | 7.º  | 46   | 28 | 25 | 3  |
| 15    | Sportivo Las Parejas         | 8.º  | 46   | 33 | 33 | 0  |
| 16    | Sansinena                    | 8.º  | 42   | 44 | 42 | 2  |

#### Resultados
| Octavos de final  | Octavos de final | Octavos de final             | Octavos de final         | Octavos de final | Octavos de final |
| Local             | Resultado        | Visitante                    | Estadio                  | Fecha            | Hora             |
| ----------------- | ---------------- | ---------------------------- | ------------------------ | ---------------- | ---------------- |
| Olimpo            | 1 - 0            | Sansinena                    | Roberto N. Carminatti    | 22 de octubre    | 18:30            |
| Ciudad de Bolívar | 2 - 0            | Douglas Haig                 | Municipal Eva Perón      | 23 de octubre    | 15:00            |
| Villa Mitre       | 4 - 0            | Sportivo Belgrano            | El Fortín                | 23 de octubre    | 16:00            |
| San Martín (F)    | (4) 1 - 1 (1)    | Sportivo Estudiantes (SL)    | 17 de Octubre            | 23 de octubre    | 16:00            |
| Independiente (C) | (4) 1 - 1 (3)    | Gimnasia y Tiro (S)          | Raúl Orlando Lungarzo    | 23 de octubre    | 16:00            |
| Racing (C)        | 2 - 0            | Sportivo Las Parejas         | Miguel Sancho            | 23 de octubre    | 17:00            |
| Central Norte (S) | 2 - 0            | Sol de Mayo                  | Padre Ernesto Martearena | 23 de octubre    | 18:00            |
| Sarmiento (R)     | 1 - 0            | Juventud Unida Universitario | Centenario               | 23 de octubre    | 19:30            |

|  |

### Cuartos de final
Se enfrentaron los ocho ganadores de los octavos de final, según la tabla de ordenamiento (1 con 8, 2 con 7, 3 con 6, 4 con 5). Los cuatro ganadores pasaron a las semifinales.

#### Tabla de ordenamiento
Los equipos se ordenaron del 1 al 8, según la posición ocupada en su respectiva zona en la etapa clasificatoria.
| Orden | Equipo            | Pos. | Ptos | GF | GC | DG |
| ----- | ----------------- | ---- | ---- | -- | -- | -- |
| 1     | Olimpo            | 1.º  | 73   | 53 | 19 | 34 |
| 2     | Racing (C)        | 1.º  | 68   | 52 | 16 | 36 |
| 3     | Sarmiento (R)     | 2.º  | 64   | 44 | 19 | 25 |
| 4     | Villa Mitre       | 2.º  | 57   | 42 | 25 | 17 |
| 5     | San Martín (F)    | 3.º  | 59   | 56 | 30 | 26 |
| 6     | Ciudad de Bolívar | 3.º  | 49   | 30 | 28 | 2  |
| 7     | Central Norte (S) | 4.º  | 57   | 44 | 25 | 19 |
| 8     | Independiente (C) | 4.º  | 47   | 33 | 22 | 11 |

#### Resultados
| Cuartos de final | Cuartos de final | Cuartos de final  | Cuartos de final      | Cuartos de final | Cuartos de final |
| Local            | Resultado        | Visitante         | Estadio               | Fecha            | Hora             |
| ---------------- | ---------------- | ----------------- | --------------------- | ---------------- | ---------------- |
| Villa Mitre      | 2 - 0            | San Martín (F)    | El Fortín             | 29 de octubre    | 16:00            |
| Olimpo           | 2 - 1            | Independiente (C) | Roberto N. Carminatti | 30 de octubre    | 16:00            |
| Racing (C)       | 1 - 0            | Central Norte (S) | Miguel Sancho         | 30 de octubre    | 17:00            |
| Sarmiento (R)    | (5) 0 - 0 (4)    | Ciudad de Bolívar | Centenario            | 30 de octubre    | 19:30            |

|  |

### Semifinales
Se enfrentaron los cuatro ganadores de los cuartos de final, según la tabla de ordenamiento (1 con 4, 2 con 3). Los dos ganadores pasaron a la Final.

#### Tabla de ordenamiento
Los equipos se ordenaron del 1 al 4, según la posición ocupada en su respectiva zona en la etapa clasificatoria.
| Orden | Equipo        | Pos. | Ptos | GF | GC | DG |
| ----- | ------------- | ---- | ---- | -- | -- | -- |
| 1     | Olimpo        | 1.º  | 73   | 53 | 19 | 34 |
| 2     | Racing (C)    | 1.º  | 68   | 52 | 16 | 36 |
| 3     | Sarmiento (R) | 2.º  | 64   | 44 | 19 | 25 |
| 4     | Villa Mitre   | 2.º  | 57   | 42 | 25 | 17 |

#### Resultados
| Semifinales | Semifinales   | Semifinales   | Semifinales           | Semifinales    | Semifinales |
| Local       | Resultado     | Visitante     | Estadio               | Fecha          | Hora        |
| ----------- | ------------- | ------------- | --------------------- | -------------- | ----------- |
| Olimpo      | (2) 0 - 0 (4) | Villa Mitre   | Roberto N. Carminatti | 6 de noviembre | 15:00       |
| Racing (C)  | 2 - 0         | Sarmiento (R) | Miguel Sancho         | 6 de noviembre | 18:00       |

|  |

### Final
La disputaron los ganadores de las semifinales, los que se enfrentaron a un solo partido, en estadio neutral. El ganador se consagró campeón y ascendió a la Primera Nacional.
| Final                                                                    | Final         | Final       | Final      | Final           | Final |
| Local                                                                    | Resultado     | Visitante   | Estadio    | Fecha           | Hora  |
| ------------------------------------------------------------------------ | ------------- | ----------- | ---------- | --------------- | ----- |
| Racing (C)                                                               | (5) 0 - 0 (4) | Villa Mitre | La Pedrera | 13 de noviembre | 16:45 |
| Racing (C) obtuvo el título de campeón y ascendió a la Primera Nacional. |               |             |            |                 |       |

|  |

## Goleadores
| Jugador          | Equipo                    | Goles |
| ---------------- | ------------------------- | ----- |
| Juan Amieva      | Sansinena                 | 16    |
| Braian Guille    | Olimpo                    | 14    |
| Alejandro Toledo | San Martín (F)            | 13    |
| Imanol Enríquez  | Círculo Deportivo         | 13    |
| Agustín Lavezzi  | Boca Unidos               | 12    |
| Alejo Distaulo   | Villa Mitre               | 12    |
| Diego Magno      | Central Norte (S)         | 12    |
| Maximiliano Casa | Sportivo Estudiantes (SL) | 12    |